# 7. Oktober
Der 7. Oktober ist der 280. Tag des gregorianischen Kalenders (der 281. in Schaltjahren), somit bleiben noch 85 Tage bis zum Jahresende.

## Ereignisse

### Politik und Weltgeschehen
- 1370: Der Pfaffenbrief wird von sechs Schweizer Kantonen vereinbart.

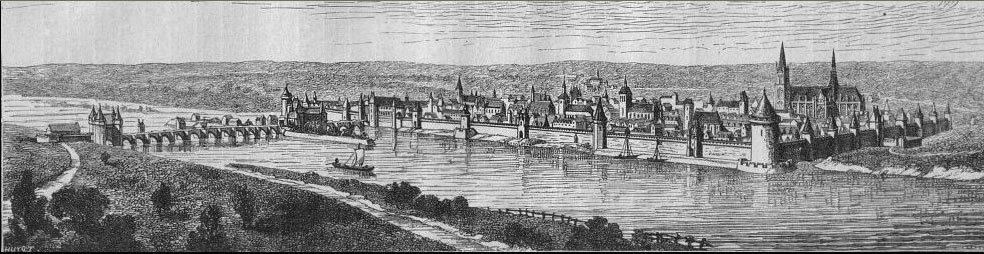
1428: Orléans

- 1428: Die Engländer beginnen im Hundertjährigen Krieg mit der Belagerung von Orléans.
- 1506: Päpstliche Truppen, die von französischen Einheiten unterstützt werden, erobern Bologna. Die Stadt wird dem Kirchenstaat einverleibt und erlangt erst Ende des 18. Jahrhunderts ihre Unabhängigkeit zurück.
- 1513: In der Schlacht von La Motta besiegen die für die Heilige Liga kämpfenden spanischen Truppen unter dem Befehl von Ramón Folch de Cardona das Aufgebot der Republik Venedig.
- 1542: Der Entdecker Juan Rodríguez Cabrillo betritt die vor der kalifornischen Küste gelegene Insel Santa Catalina Island und nimmt diese als San Salvador für Spanien in Besitz.

1571: Seeschlacht von Lepanto

- 1571: In der Seeschlacht von Lepanto besiegt die Heilige Liga unter Don Juan de Austria erstmals die osmanische Mittelmeerflotte unter Kılıç Ali Pascha.
- 1763: Per Königlicher Proklamation beschränkt der britische König Georg III. das Siedlungsgebiet der amerikanischen Kolonien auf das Gebiet östlich der Appalachen.
- 1769: James Cook landet auf der Nordinsel Neuseelands und nimmt das Land für die britische Krone in Besitz.
- 1777: Mit dem Gefecht von Bemis Heights beginnt im Amerikanischen Unabhängigkeitskrieg die entscheidende Phase der Schlacht von Saratoga, die mit der britischen Kapitulation enden wird.
- 1780: Im Amerikanischen Unabhängigkeitskrieg setzen sich in der Schlacht am Kings Mountain die Kolonisten gegen einen Großverband der britischen Truppen durch.

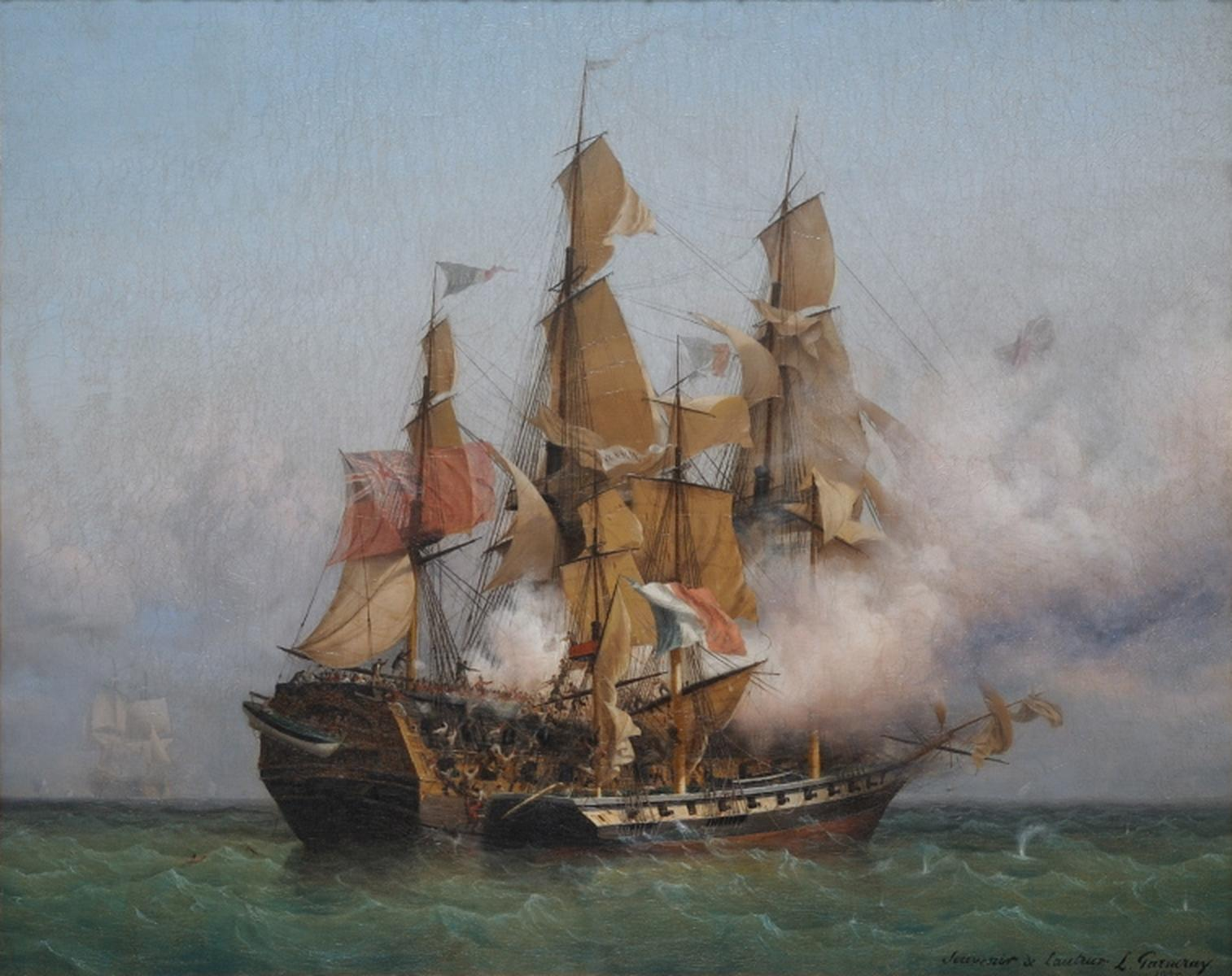
1800: Die Kent und Surcoufs Kaperschiff Confiance

- 1800: Der französische Kaperfahrer Robert Surcouf entert mit seiner Mannschaft im Indischen Ozean den Indienfahrer Kent der Britischen Ostindien-Kompanie. Die von Mythen umrankte Eroberung des Handelsschiffes verschafft ihm reiche Beute, doch ist er in Zukunft einem britischen Kopfgeld von fünf Millionen Francs ausgesetzt.
- 1840: In den Niederlanden dankt König Wilhelm I. ab. Sein ältester Sohn Wilhelm II. wird neuer König.
- 1870: Im Deutsch-Französischen Krieg kommt es zur Schlacht bei Bellevue: Die bei Metz eingeschlossene Französische Rheinarmee unter Marschall François-Achille Bazaine scheitert mit ihrem Ausbruchsversuch an den preußischen Streitkräften.
- 1870: Innenminister Léon Gambetta verlässt das belagerte Paris in einem Ballon. Sein Plan zur Befreiung der französischen Hauptstadt wird ohne Erfolg bleiben.
- 1879: Bismarcks Bündnispolitik führt zum Abschluss des Zweibundes zwischen Österreich-Ungarn und dem Deutschen Reich.
- 1918: Der Regentschaftsrat in Warschau proklamiert einen unabhängigen polnischen Staat.
- 1938: Im Anschluss an das traditionelle Rosenkranzfest im Wiener Stephansdom versammeln sich mehrere tausend Jugendliche zu einer spontanen Demonstration gegen den Anschluss Österreichs durch die Nationalsozialisten. Die Rosenkranz-Demonstration wird von Polizei und Gestapo aufgelöst, zahlreiche Beteiligte verhaftet.
- 1941: Beginn der Doppelschlacht bei Wjasma und Brjansk, in deren Verlauf die Masse von fünf sowjetischen Armeen von der Wehrmacht eingekesselt und bis zum 20. Oktober aufgerieben wird. Die sowjetischen Verluste sind so schwer, dass zum Schutze Moskaus nur noch 90.000 Soldaten zur Verfügung stehen.
- 1944: Das für die Bedienung der Gaskammern und Krematorien im KZ Auschwitz-Birkenau zuständige jüdische Sonderkommando beginnt einen Aufstand, in dessen Verlauf das Krematorium IV teilweise zerstört wird.
- 1944: Bei einem Bombenangriff auf die niederrheinische Kreisstadt Kleve durch 355 britische Flugzeuge werden weite Teile der Stadt zerstört, über 500 Einwohner sterben.

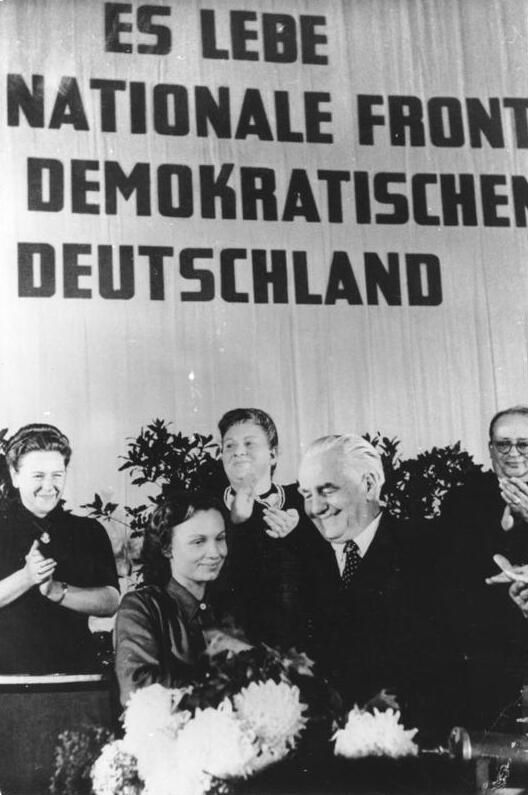
1949: Gründung der DDR

- 1949: In Ost-Berlin setzt die Provisorische Volkskammer die Verfassung der Deutschen Demokratischen Republik in Kraft und vollzieht damit die Gründung der Deutschen Demokratischen Republik (DDR). Bis 1989 wird dieser Tag unter dem Namen „Tag der Republik“ als Nationalfeiertag der DDR begangen.
- 1950: UN-Truppen überqueren im Koreakrieg – eine Woche nach den Südkoreanern – den 38.&bnsp;Breitengrad.
- 1950: Die chinesische Volksbefreiungsarmee dringt nach Tibet vor. Die tibetische Armee kann ihr bei Chamdo keinen großen Widerstand entgegensetzen.
- 1951: In München wird die Stille Hilfe für Kriegsgefangene und Internierte gegründet. Zur ersten Präsidentin wird Helene Elisabeth von Isenburg gewählt. Der Verein gerät in der Folge für seine Unterstützung von NS-Tätern in die Kritik.
- 1955: Als Ergebnis von Konrad Adenauers Reise nach Moskau vom 8. bis 14. September 1955 und seinen persönlichen Bemühungen zur Freilassung der „letzten 10.000“ deutschen Kriegsgefangenen treffen die ersten 600 Spätheimkehrer aus der Sowjetunion in Friedland und Herleshausen ein.
- 1972: Der erste Uganda-Tansania-Krieg endet nach somalischer Vermittlung mit einem Waffenstillstand.
- 1974: In der geänderten Verfassung der Deutschen Demokratischen Republik wird auf Beschluss der Volkskammer das Ziel der Vereinigung beider deutscher Staaten aufgegeben. Die Begriffe deutsche Nation und Deutschland werden daraus entfernt.
- 1977: Die UdSSR erlässt eine neue föderalistische Verfassung.
- 1977: Auf dem Berliner Alexanderplatz (v. a. am Fernsehturm) kommt es am Republikgeburtstag zum größten spontanen Jugendprotest der DDR und nachfolgend zu vielen hundert z. T. völlig inhumanen Urteilen.
- 1979: Die Bremer Grüne Liste erhält als erste grüne Partei Mandate in einem Landesparlament und zieht mit vier Abgeordneten in die Bremische Bürgerschaft ein.

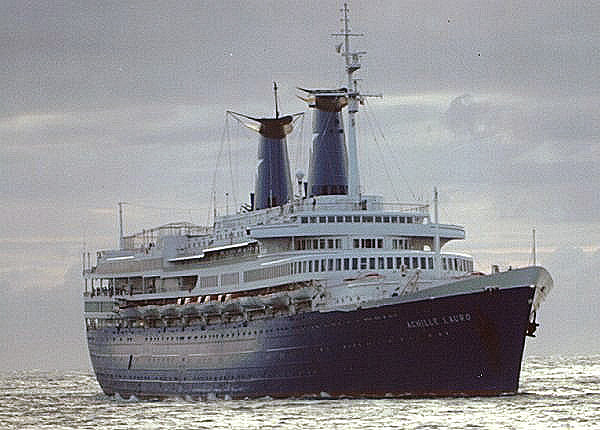
1985: Die Achille Lauro

- 1985: Palästinensische Terroristen der Palästinensischen Befreiungsfront (PLF) kapern das Kreuzfahrtschiff Achille Lauro.
- 1989: In Schwante (Kreis Oranienburg) konstituiert sich im evangelischen Gemeindehaus die Sozialdemokratische Partei in der DDR (SDP).
- 1989: Während der Wende findet auf der Berliner Karl-Marx-Allee anlässlich des 40. Jahrestages der DDR zum letzten Mal eine Ehrenparade der NVA und der Grenztruppen der DDR statt. Auf dem Alexanderplatz an der Weltzeituhr, vor dem Sitz der staatlichen Nachrichtenagentur ADN, vor dem Palast der Republik und vor der Gethsemanekirche kommt es zu Demonstrationen und Protesten von DDR-Bürgern mit etwa 1200 Verhaftungen durch die Staatsorgane. Auch in anderen Städten der DDR finden Demonstrationen statt, die teilweise gewaltsam aufgelöst werden.
- 1989: In Plauen findet die erste Sonnabendsdemonstration mit ca. 20.000 Teilnehmern statt. Es ist die erste von Massen getragene Protestveranstaltung in der DDR seit 1953 und die erste Großdemonstration, die nicht von den Sicherheitskräften aufgelöst werden kann.
- 1990: Bei der Nationalratswahl in Österreich wird die SPÖ unter Bundeskanzler Vranitzky erneut stimmenstärkste Partei. Die ÖVP unter Josef Riegler erleidet schwere Verluste, während die FPÖ unter Norbert Gugerbauer die Zahl ihrer Mandate beinahe verdoppeln kann.
- 1991: Während des Kroatienkrieges feuert ein Flugzeug der Jugoslawischen Volksarmee eine Luft-Boden-Rakete auf das kroatische Regierungsgebäude in Zagreb ab. Es gibt keine Toten oder Verletzten.
- 1998: Der US-amerikanische Student Matthew Shepard wird kurz nach Mitternacht in Colorado wegen seiner Homosexualität ausgeraubt, verprügelt und bewusstlos an einen Zaun gebunden. Er erliegt seinen Verletzungen am 12. Oktober.

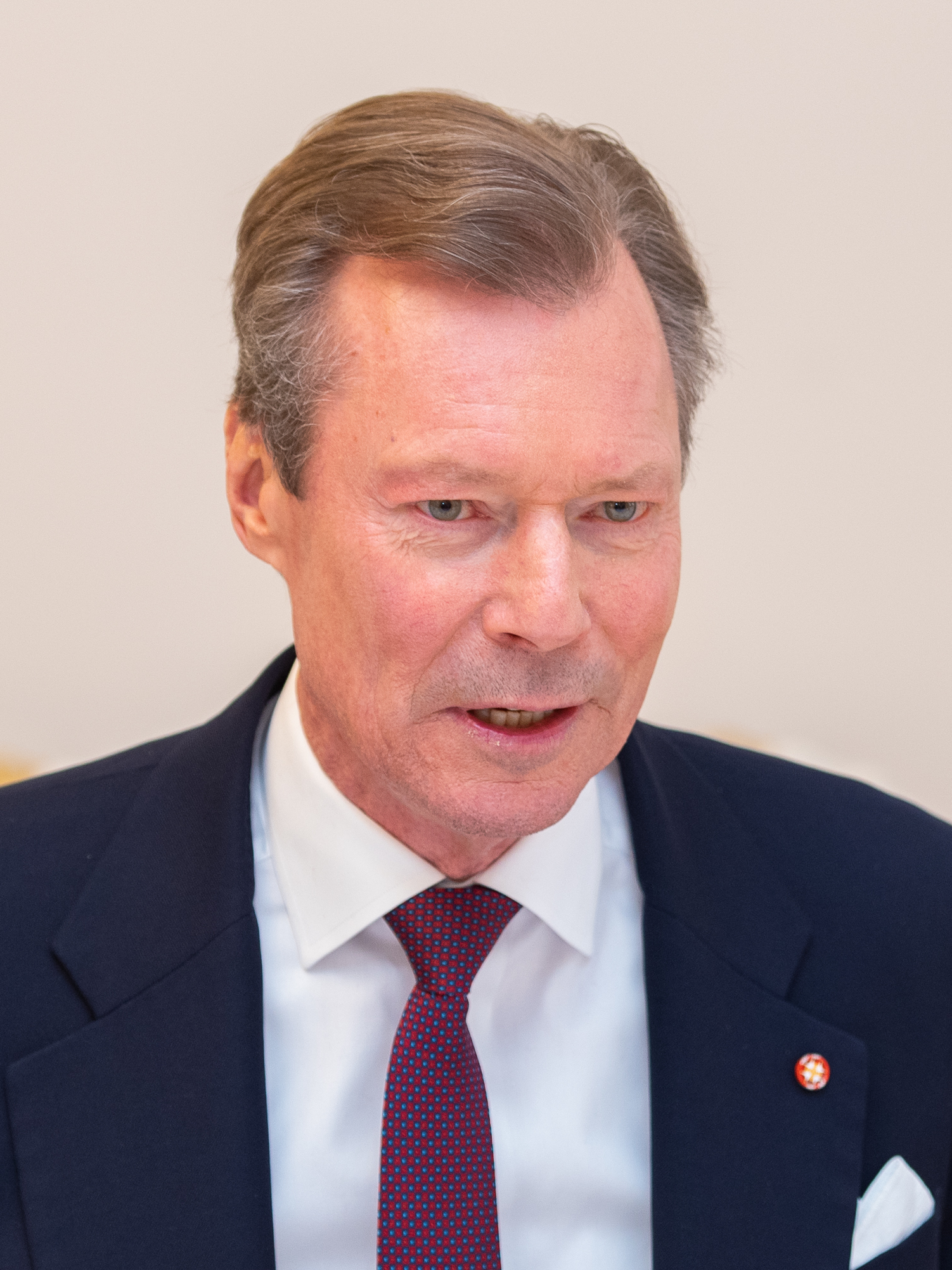
2000: Henri

- 2000: Nach der Abdankung seines Vaters Jean von Luxemburg wird Henri als Großherzog von Luxemburg vereidigt.
- 2001: Die USA und ihre Verbündeten beginnen mit der Operation Enduring Freedom, dem Krieg gegen die in Afghanistan herrschenden Taliban, begründet als Folge der Terroranschläge am 11. September 2001 in den USA.
- 2003: Der Schauspieler Arnold Schwarzenegger, Kandidat der Republikaner, gewinnt die Recall-Wahlen in Kalifornien gegen den regierenden Demokraten Gray Davis und wird damit neuer Gouverneur von Kalifornien.
- 2004: Norodom Sihanouk erklärt seinen Rücktritt als König von Kambodscha zugunsten seines Sohnes Norodom Sihamoni.
- 2005: Der Internationalen Atomenergieorganisation und deren Generaldirektor Mohammed el-Baradei wird der Friedensnobelpreis zuerkannt.
- 2006: Die für die Nowaja gaseta tätige Journalistin Anna Politkowskaja wird im Lift ihres Wohnhauses erschossen aufgefunden.

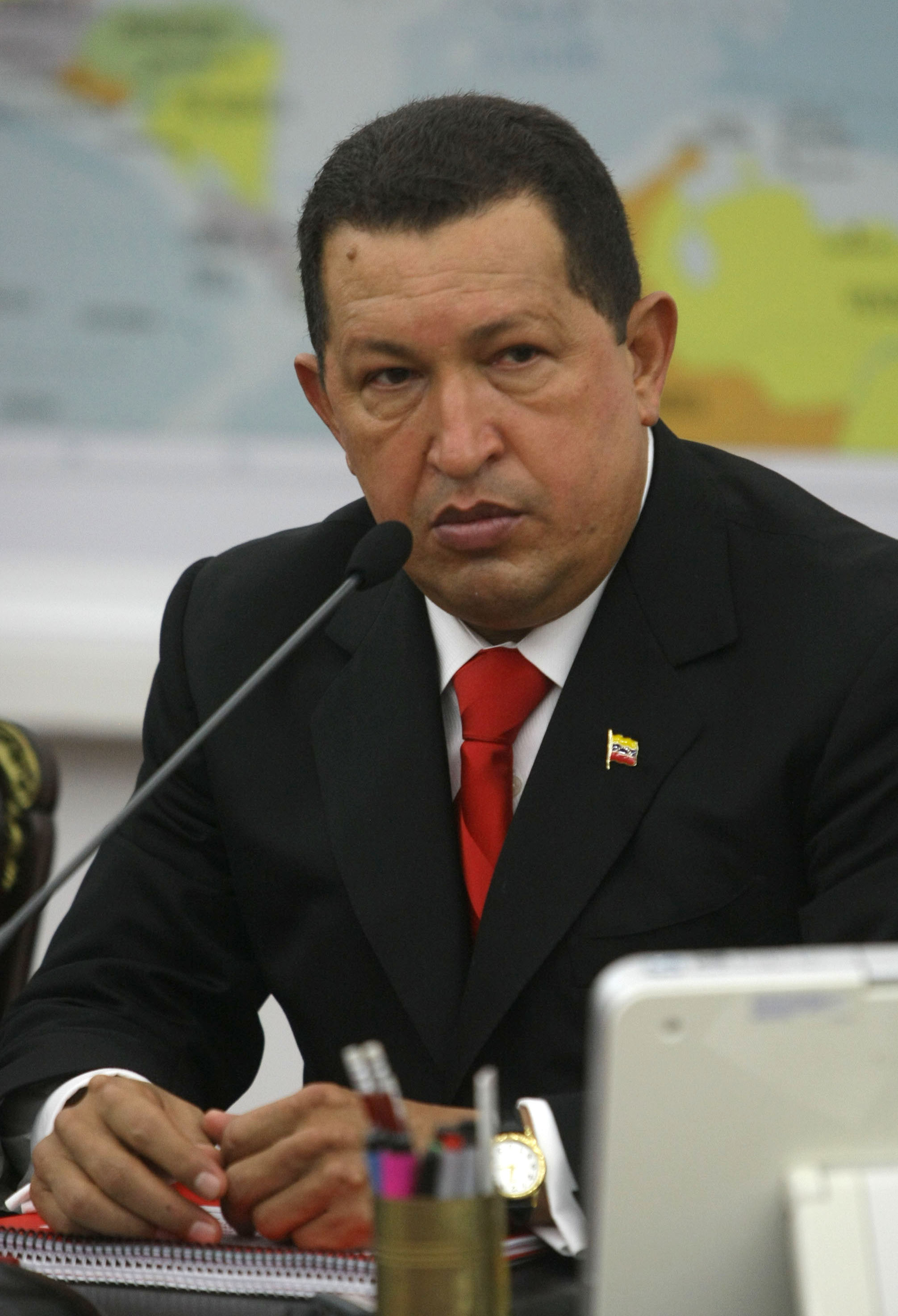
2012: Hugo Chávez

- 2012: Amtsinhaber Hugo Chávez gewinnt die Präsidentschaftswahlen in Venezuela.
- 2020: In Griechenland wird die neofaschistische Partei „Goldene Morgenröte“ nach einem fünfjährigen Prozess als kriminelle Vereinigung eingestuft.
- 2023: Die Hamas überrascht Israel mit einem Terrorangriff aus dem von ihr beherrschten Gebiet des Gazastreifens heraus, bei dem sie in Israel über 1200 Personen, mehrheitlich israelische Zivilisten, ermordet und weitere 239 Personen entführt. Der Begriff 7. Oktober (Simchat Tora 5784) steht seither auch stellvertretend für den Terrorangriff.

### Wirtschaft
- 1912: An der Börse Helsinki werden die ersten Handelstransaktionen ausgeführt.
- 1919: Die Koninklijke Luchtvaart Maatschappij (KLM) wird gegründet. Sie ist die älteste existierende Fluggesellschaft der Welt.
- 1928: Die Deutsche Reichsbahn bietet mit dem Fahrplanwechsel ihren Kunden keine vierte Wagenklasse mehr an, um höhere Einnahmen zu erzielen.
- 1933: Die aus einer Fusion hervorgegangene Fluggesellschaft Air France entsteht in Le Bourget.

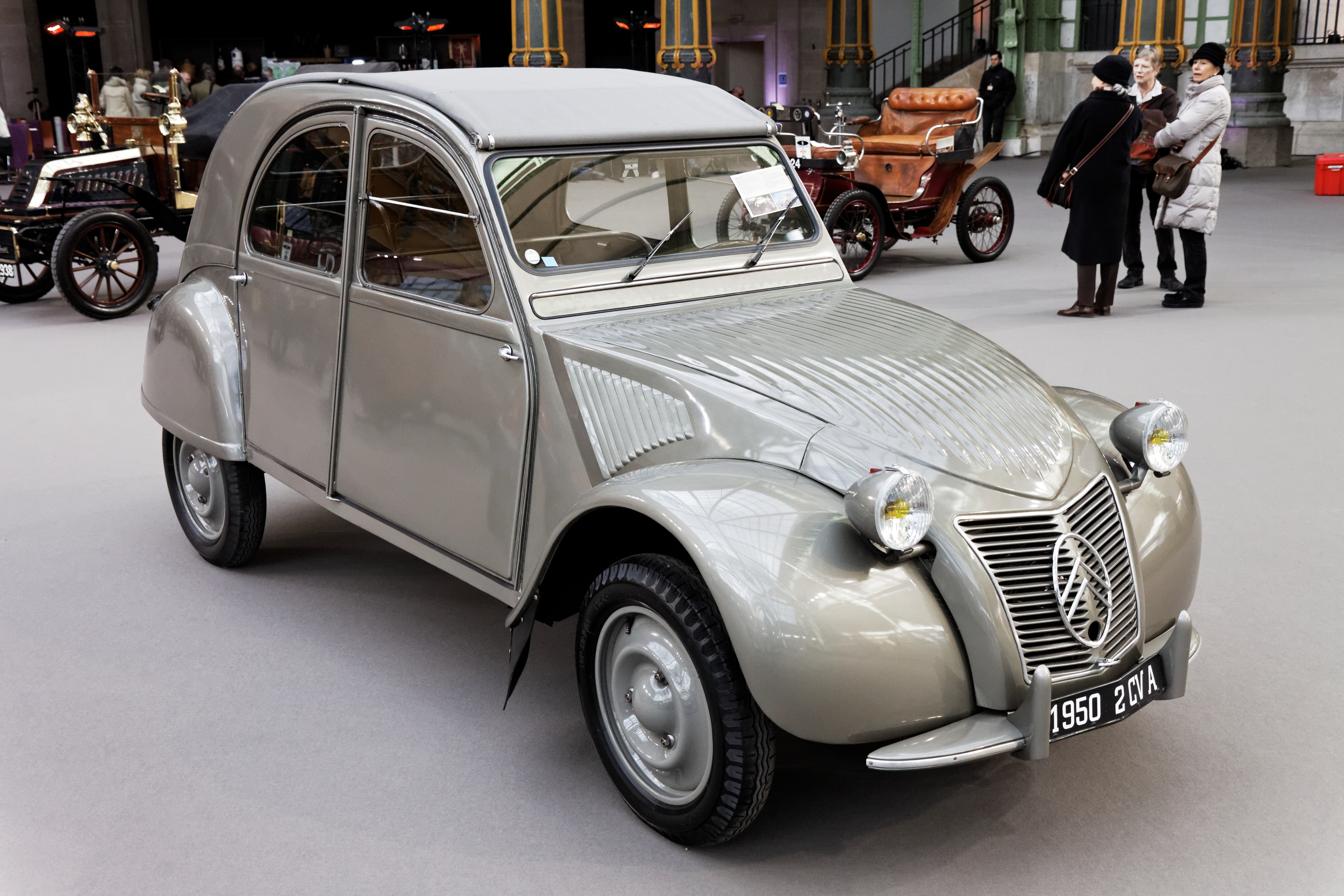
1948: Citroën 2CV

- 1948: Pierre-Jules Boulanger, Vorstandsvorsitzender des französischen Automobilherstellers Citroën, präsentiert auf dem Pariser Autosalon das von Designer Flaminio Bertoni und Konstrukteur André Lefèbvre geschaffene Modell Citroën 2CV. Die „Ente“ wird eines der erfolgreichsten Automodelle aller Zeiten, dessen Produktion erst 1990 endgültig eingestellt wird.
- 1977: Das Europäische Patentübereinkommen zur Schaffung der EPO und von Regelungen zur Erteilung europäischer Patente tritt in Kraft.
- 1977: In der Bundesrepublik Deutschland wird Otto Graf Lambsdorff als Nachfolger des für den ermordeten Jürgen Ponto in den Vorstand der Dresdner Bank wechselnden Hans Friderichs Bundeswirtschaftsminister.
- 1996: In den USA geht erstmals der Fox News Channel des Medienunternehmers Rupert Murdoch auf Sendung.
- 2003: Die Handheld-Spielkonsole N-Gage von Nokia wird weltweit veröffentlicht.
- 2005: Die Mitarbeiter der Düsseldorfer Niederlassung von Gate Gourmet treten für eine Lohnerhöhung in den Streik. Er wird exakt sechs Monate andauern und damit der längste Streik in der Geschichte der Bundesrepublik Deutschland

### Wissenschaft und Technik
- 1806: Der Engländer Ralph Wedgwood erhält ein Patent für einen Apparat zur Verdoppelung von Schriftstücken, mit dem ein tintengetränktes Papier in Verbindung mit einem Metall-Schreibstift gemeint war. Die Produktion beginnt er einige Jahre später.
- 1959: Mit der Mondsonde Lunik 3 gelingen erstmals Aufnahmen der bis dahin unbekannten Mondrückseite.
- 1960: Im Rahmen der Unabhängigkeitsfeiern des Landes wird die University of Nigeria in Nsukka eröffnet.
- 1972: Die Deutsche Akademie der Wissenschaften zu Berlin (DAW) wird in Akademie der Wissenschaften der DDR (AdW) umbenannt.
- 1991: Das elektronische Medienformat JPEG feiert seinen „technischen“ Geburtstag mit der Veröffentlichung der Bibliothek libjpeg, die von der Independent JPEG Group zur Verfügung gestellt wird.
- 1994: In der Fachzeitschrift Science wird der erste Nachweis für ein sogenanntes Brustkrebsgen, bezeichnet als BRCA1, bekannt gegeben.

### Kultur

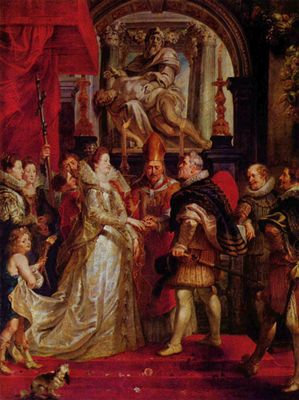
1600: Hochzeit Heinrichs IV. und Maria de’ Medici

- 1600: Zur Hochzeit König Heinrichs IV. von Frankreich mit Maria de’ Medici wird die Oper Il rapimento di Cefalo von Giulio Caccini im Palazzo Vecchio in Florenz uraufgeführt.
- 1905: In Leipzig wird das nach Plänen von Hugo Licht errichtete Neue Rathaus eingeweiht.
- 1909: Die Uraufführung der Oper Der goldene Hahn (Orig.: Solotoi petuschok) von Nikolai Andrejewitsch Rimski-Korsakow findet an der Zimin-Oper in Moskau statt.
- 1918: In Konstantinopel erscheint die letzte Ausgabe der deutschsprachigen Tageszeitung Osmanischer Lloyd.
- 1920: Die erste Karl-May-Verfilmung, der auf dem Roman Von Bagdad nach Stambul basierende Stummfilm Auf den Trümmern des Paradieses, feiert seine Uraufführung in den Kammer-Lichtspielen in Dresden. Der Film gilt heute als verschollen.
- 1927: In Hamburg findet die Uraufführung von Erich Wolfgang Korngolds Oper Das Wunder der Heliane statt.
- 1929: Die Deutsche Pfadfinderschaft Sankt Georg (DPSG) wird in Altenberg gegründet.
- 1939: An der Königlichen Oper in Stockholm wird Erich Wolfgang Korngolds Oper Die Kathrin uraufgeführt.
- 1970: An der Deutschen Oper Berlin wird das Ballett Die Vogelscheuchen von Günter Grass (Libretto) und Marcel Luipart uraufgeführt.
- 1982: Andrew Lloyd Webbers seit Mai 1981 erfolgreich in London aufgeführtes Musical Cats erlebt seine Broadway-Premiere.
- 1991: Mit WDR 5 geht der Westdeutsche Rundfunk mit einem reinen Wortprogramm mit Schwerpunkt Nordrhein-Westfalen auf Sendung. Zudem wird WDR 1 zum Jugendsender ausgebaut.
- 2005: Geschichte und Entwicklung der Wikipedia: Die deutschsprachige Wikipedia feiert mit dem Artikel über die Gemeine Binsenjungfer den 300.000 Artikel.

### Gesellschaft
- 1776: Der russische Kronprinz Paul und die zum orthodoxen Glauben übergetretene Sophie Dorothee von Württemberg heiraten in Sankt Petersburg.
- 1824: Das Todesurteil an den fünf inhaftierten Bauern und Tagelöhnern, die den Postraub in der Subach begangen haben, wird in Gießen vollstreckt.
- 1910: In der Schweiz tritt das Verbot des thujonhaltigen Getränks Absinth in Kraft.

### Religion
- 0336: Der Tod des römischen Bischofs Marcus führt zu einer viermonatigen Sedisvakanz auf dem Stuhl Petri.
- 1317: Mit der Päpstlichen Bulle Quorundam exigit ermahnt Papst Johannes XXII. die Ordensbrüder, warnt vor einem neuerlichen Armutsstreit und ruft zum Gehorsam auf. Mit dieser Bulle wird für den Franziskanerorden das allgemeine Ende der Spiritualität eingeleitet.
- 1518: Martin Luther trifft in Augsburg ein, um dem päpstlichen Gesandten Thomas Cajetan Rede und Antwort zu stehen.

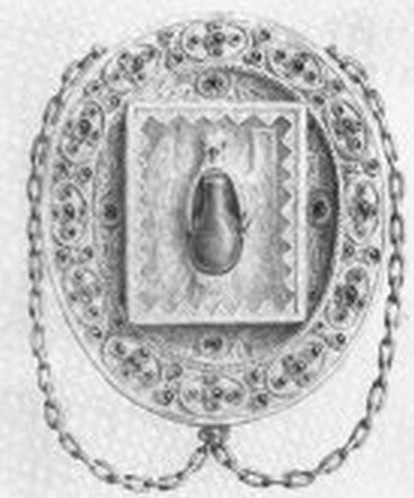
1793: Heilige Ampulle

- 1793: In Reims zerstört der Deputierte Philippe Rühl nach einem vorausgegangenen Beschluss des Nationalkonvents öffentlich die Heilige Ampulle. Mit Chrisam aus diesem Glasfläschchen wurden seit 1131 französische Könige gesalbt.
- 1954: Die Römisch-katholische Kirche in China steht im Mittelpunkt der Enzyklika Ad Sinarum gentem von Papst Pius XII. Er lehnt dortige Bestrebungen zu einer Staatskirche ab und verneint die Vereinbarkeit von kommunistischen Regeln mit katholischem Glauben.
- 1956: Papst Innozenz XI. wird seliggesprochen.
- 2001: Die westfälische Ordensschwester Maria Euthymia und der Gewerkschafter Nikolaus Groß werden von Papst Johannes Paul II. in Rom seliggesprochen.

### Katastrophen
- 1756: Die Markusflut an der Nordsee verursacht im Bereich der Elbe etwa 600 Tote.

Kleinere Unglücksfälle sind in den Unterartikeln von Katastrophe und in der Liste von Katastrophen aufgeführt.

### Natur und Umwelt
- 1970: Mit dem Nationalpark Bayerischer Wald wird der erste Nationalpark der Bundesrepublik Deutschland eröffnet.

### Sport

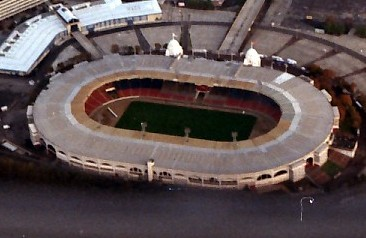
2000: Wembley Stadion

- 2000: Im Londoner Wembley-Stadion findet das letzte Fußballspiel vor dem Stadionabriss statt. Mit Dietmar Hamann endet beim deutschen 1:0-Sieg gegen England die Reihe aller Torschützen im alten Stadion.
- 2006: In Macau werden erstmals die an die Commonwealth Games angelehnten Spiele der portugiesischsprachigen Länder ausgetragen. An der achttägigen Veranstaltung nehmen 700 Athleten und Athletinnen aus 11 Ländern teil.
- 2012: Die West Indies gewinnen die vierte World Twenty20 in Sri Lanka, indem sie im Finale Sri Lanka mit 36 Runs besiegen.

Einträge von Leichtathletik-Weltrekorden befinden sich unter der jeweiligen Disziplin unter Leichtathletik.

## Geboren

### Vor dem 18. Jahrhundert

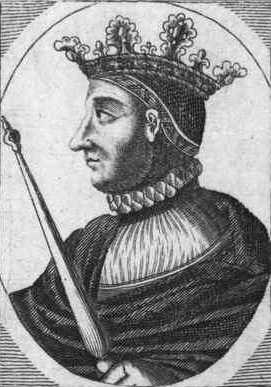
Friedrich I. Dänemark (* 1471)

- 1471: Friedrich I., König von Dänemark und Norwegen
- 1474: Bernhard III., Markgraf von Baden-Baden
- 1482: Ernst, Markgraf von Baden
- 1520: Alessandro Farnese, italienischer römisch-katholischer Geistlicher und Politiker; Kardinalbischof und Kardinaldekan
- 1531: Scipione Ammirato, italienischer Historiker
- 1532: Vojtěch von Pernstein, böhmisch-mährischer Adliger
- 1540: Pantaleon Candidus, deutscher reformierter Theologe, Historiker und Autor
- 1544: Georg Besserer, deutscher evangelischer Theologe
- 1546: Dietrich von Fürstenberg, Fürstbischof von Paderborn
- 1570: Volkert Overlander, Bürgermeister von Amsterdam
- 1571: Anton Heinrich, Graf von Schwarzburg-Sondershausen
- 1571: Maria von Sachsen-Weimar, Äbtissin des Reichsstiftes von Quedlinburg
- 1573: William Laud, Erzbischof von Canterbury
- 1575: Hans Hutschenreuther, erzgebirgischer Hammerherr
- 1576: John Marston, englischer Dramatiker und Schriftsteller
- 1589: Maria Magdalena von Österreich, Großherzogin der Toskana
- 1591: Pierre Le Muet, französischer Architekt
- 1592: Heinrich Wenzel, Herzog von Münsterberg und Bernstadt
- 1597: John Underhill, englischer Puritaner und Kolonist
- 1601: Florimond de Beaune, französischer Mathematiker
- 1618: Rosina Schnorr, deutsche Unternehmerin aus dem Erzgebirge
- 1619: Wang Fuzhi, chinesischer Philosoph, Historiker und politischer Analyst
- 1630: Sophie Hedwig von Schleswig-Holstein-Sonderburg-Glücksburg, holsteinische Prinzessin
- 1661: Sukjong, König der Joseon-Dynastie in Korea
- 1664: Samuel Schumacher, Schweizer evangelischer Geistlicher und Pietist
- 1672: Ernst Ludwig I., Herzog von Sachsen-Meiningen
- 1675: Rosalba Carriera, venezianische Malerin
- 1697: Canaletto, italienischer Veduten- und Landschaftsmaler

### 18. Jahrhundert
- 1703: Francisco de Assis de Távora, portugiesischer Generalleutnant, Vizekönig von Portugiesisch-Indien
- 1727: William Samuel Johnson, britisch-US-amerikanischer Jurist und Politiker, Mitglied des Kontinentalkongresses, Senator, einer der Gründerväter der USA
- 1728: Caesar Rodney, britisch-US-amerikanischer Rechtsanwalt, Politiker und Offizier, Mitglied des Kontinentalkongresses, Gouverneur von Delaware, einer der amerikanischen Gründerväter
- 1734: Ralph Abercromby, britischer General

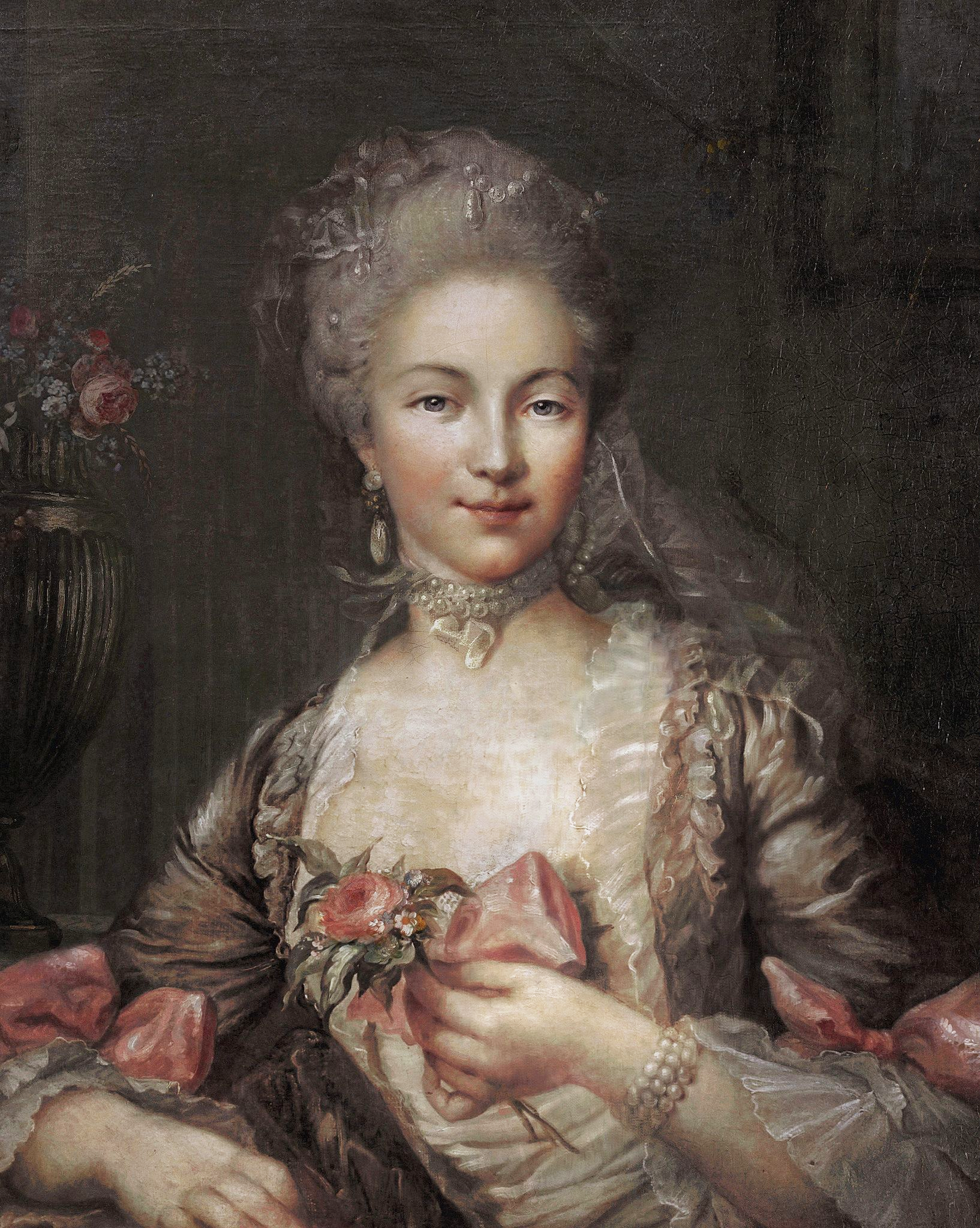
Marie Catherine Brignole (* 1737)

- 1737: Marie Catherine Brignole, Fürstin von Monaco und Condé
- 1740: Christoph Dionysius von Seeger, deutscher Lehrer, Hauptorganisator der Hohen Karlsschule
- 1743: Johann August von Eckenbrecher, preußischer Generalmajor und Gutsherr
- 1746: William Billings, US-amerikanischer Komponist
- 1748: Karl XIII., König von Schweden
- 1750: Abraham Woodhull, US-amerikanischer Spion
- 1754: Maurus Feyerabend, deutscher Geistlicher
- 1762: Charles Abbott, 1. Baron Tenterden, britischer Jurist
- 1763: Erhard Adolf Matthiessen, deutscher Jurist, Kaufmann und Ratsherr
- 1767: Jean-Pierre Doumerc, französischer General
- 1767: Heinrich Ludwig von Hünecken, deutscher Offizier und Beamter
- 1770: Max Keller, deutscher Komponist und Organist
- 1773ː Caroline de la Motte Fouqué, deutsche Schriftstellerin
- 1774: Ferdinando Orlandi, italienischer Komponist
- 1794: Wilhelm Müller, deutscher Lyriker
- 1798: Jean Baptiste Vuillaume, französischer Geigenbauer
- 1800ː Carlota Luisa de Godoy y Borbón, Gräfin von Chinchón und Markgräfin von Boadilla del Monte

### 19. Jahrhundert

#### 1801–1850
- 1801: Adolf Müller senior, österreichischer Komponist
- 1802: Magnus Brostrup Landstad, norwegischer Pfarrer, Herausgeber und Verfasser von Kirchenliedern
- 1814: Julius Strobel, deutscher Orgelbauer
- 1816: George Henry Martin Johnson, Häuptling der Mohawk
- 1817: Bushrod Rust Johnson, US-amerikanischer Offizier und Lehrer
- 1819ː Ann Eliza Smith, US-amerikanische Autorin
- 1820ː Elisabeth Philippine Karoline von Dewitz, deutsche Schriftstellerin
- 1821: Richard Heron Anderson, US-amerikanischer General
- 1827: Fulgenzio Chicherio, Schweizer Jurist und Offizier der Schweizer Armee
- 1835: Felix Draeseke, deutscher Komponist

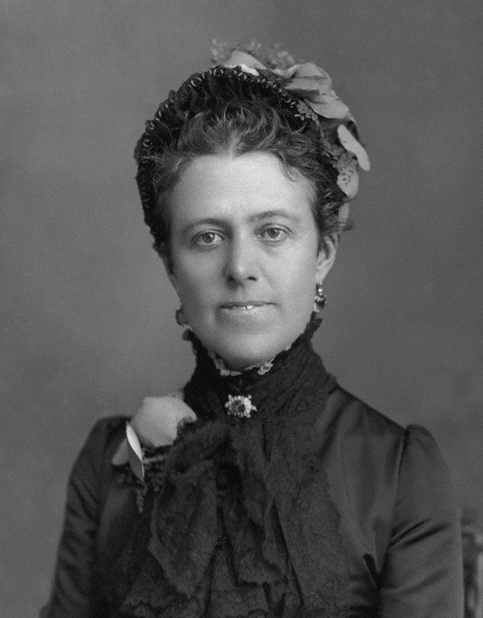
Anna Brassey (* 1839)

- 1839ː Anna Brassey, viktorianische Schriftstellerin
- 1842: Emil Claar, deutscher Schauspieler, Schriftsteller und Intendant
- 1843: Konrad Gaedeke, deutscher Bankier und Industrieller
- 1845: Marie Heim-Vögtlin, erste Schweizer Ärztin
- 1846: Wladimir Köppen, deutscher Meteorologe, Klimatologe und Botaniker
- 1847: Nathan Zuntz, deutscher Mediziner
- 1847: Emil Holub, österreichischer Afrikaforscher
- 1847: Alex Franken, deutscher Rechtswissenschaftler

#### 1851–1900
- 1852: Isidor Mautner, österreichischer Großindustrieller
- 1853: Luis Andreoni, italienischer Ingenieur und Architekt
- 1854: Christiaan de Wet, südafrikanischer Politiker und General der Buren
- 1854: Georg Frentzen, deutscher Architekt und Hochschullehrer
- 1856: Sietze Douwes van Veen, niederländischer Kirchenhistoriker
- 1862: Otto Ernst, deutscher Schriftsteller

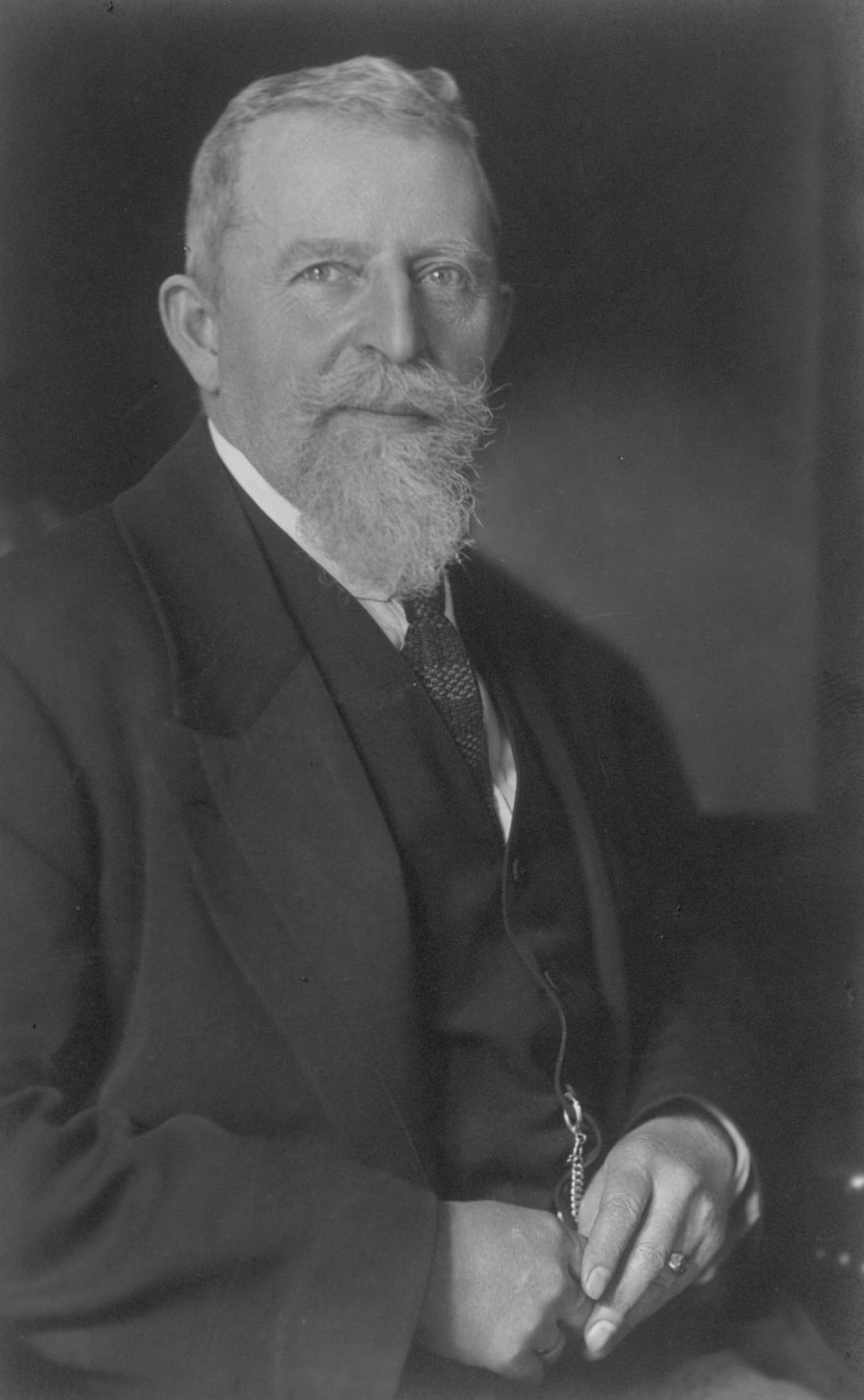
Rudolf Munch (* 1862)

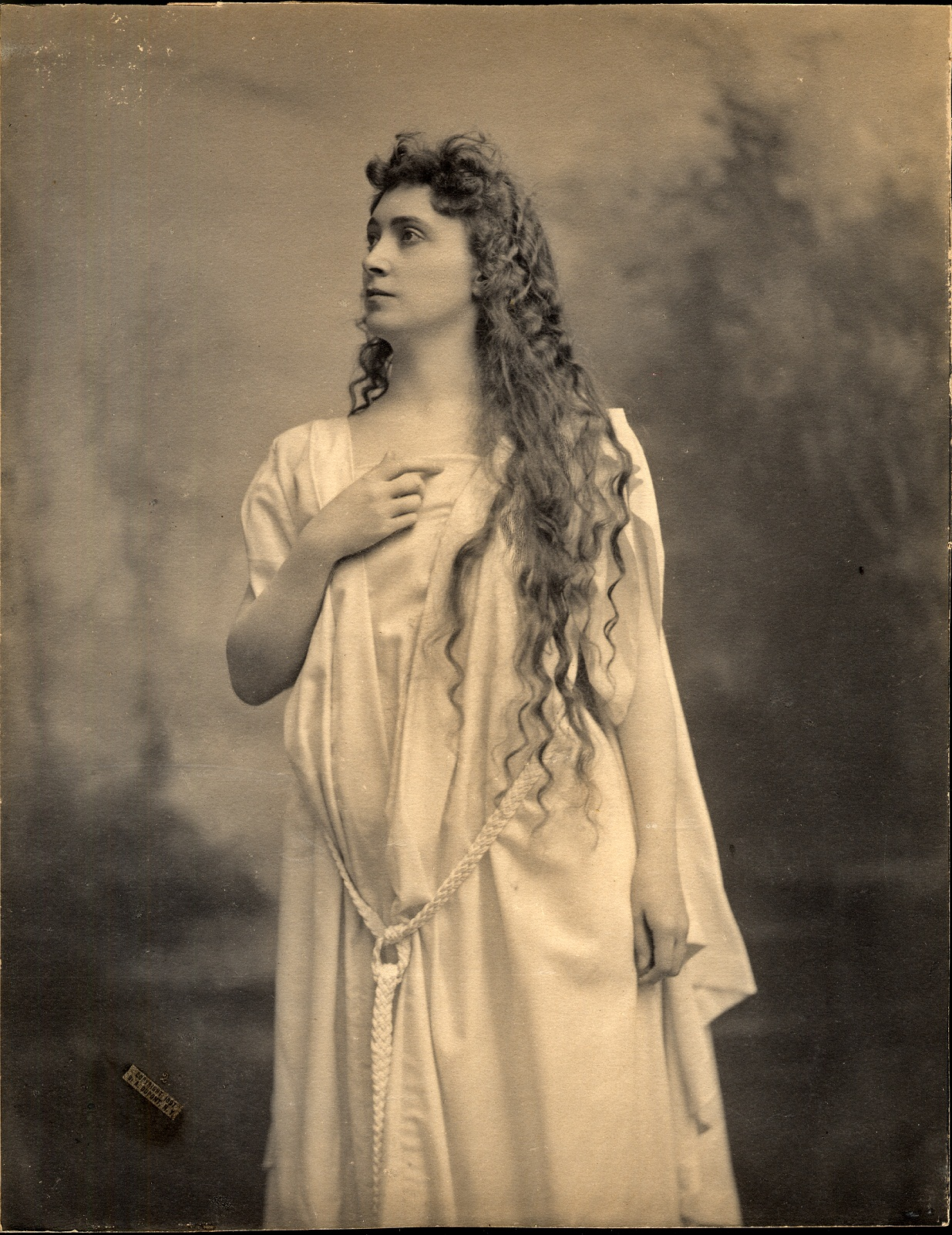
Marie Russak (* 1865)

- 1862: Rudolf Much, österreichischer germanistischer und skandinavistischer Mediävist, Altphilologe und Religionswissenschaftler
- 1865ː Emma Moerdes, deutsche Opernsängerin (Sopran)
- 1865ː Marie Russak, US-amerikanische Sängerin, Architektin, Theosophin und Rosenkreuzerin
- 1866: Wladimir Ledóchowski, polnischer Adliger, Ordensgeneral der Jesuiten
- 1867: Jewgeni Karlowitsch Miller, russischer General
- 1867: Otto Anthes, deutscher Pädagoge und Schriftsteller
- 1869: Walter Besig, deutscher Maler
- 1869: Wilhelm Kroll, deutscher Altphilologe
- 1870: Uncle Dave Macon, US-amerikanischer Musiker
- 1871: Viola Gillette, US-amerikanische Sängerin
- 1871: Georg Hermann, deutscher Schriftsteller
- 1872: Martha Koepp-Susemihl, deutsche Malerin
- 1873ː Clementine Krämer, deutsch-jüdische Schriftstellerin, Opfer der Shoa
- 1874ː Kittie Knox, US-amerikanische Radsportlerin
- 1877: Frank Croxton, US-amerikanischer Sänger
- 1879: Julius Busch, deutsch-baltischer Pastor, evangelischer Märtyrer
- 1879: Herman Nohl, deutscher Pädagoge und Philosoph
- 1880: Paul Hausser, deutscher General

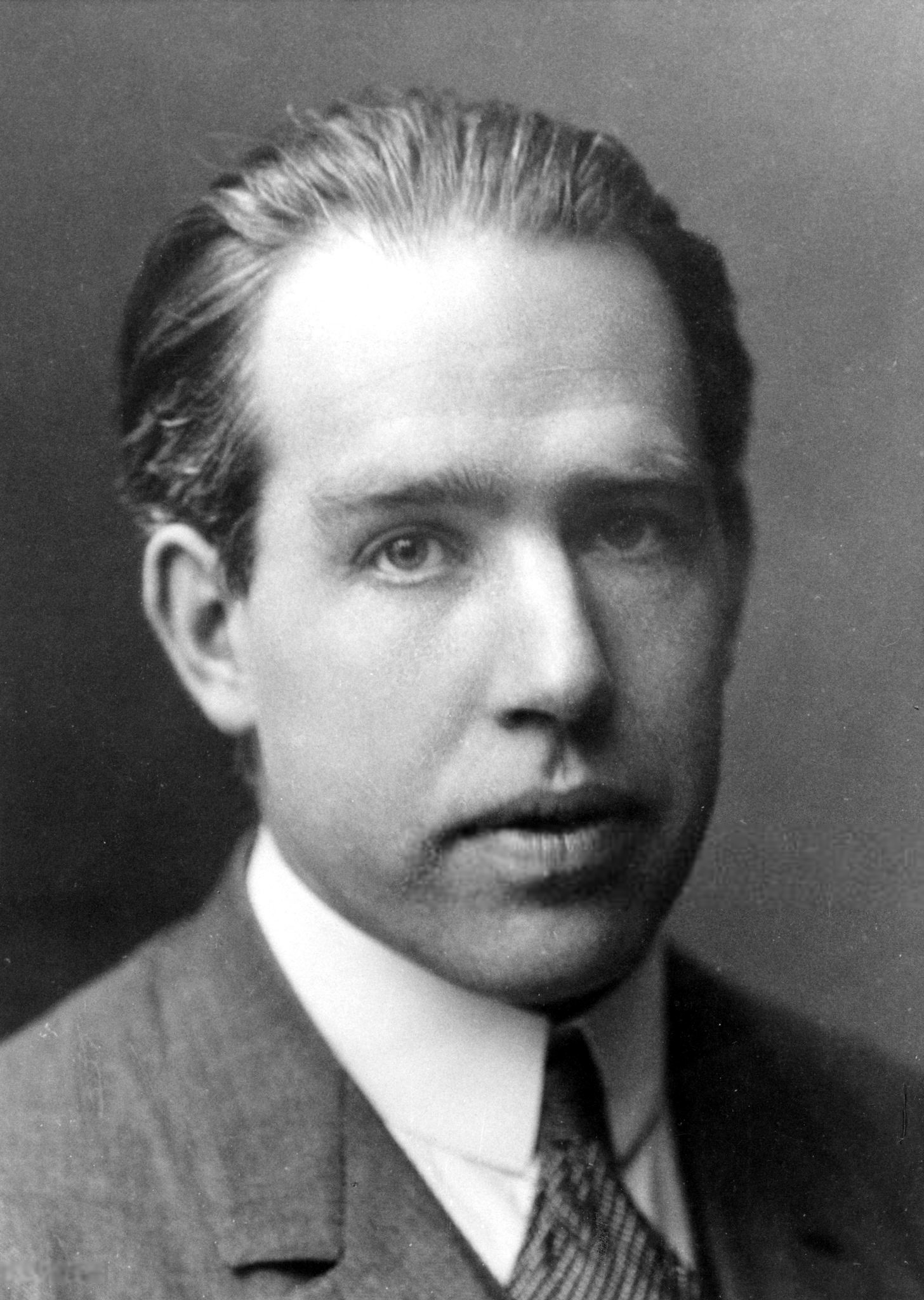
Niels Bohr (* 1885)

- 1882: Lili Hutterstrasser-Scheidl, österreichische Komponistin
- 1885: Niels Bohr, dänischer Physiker, Nobelpreisträger
- 1886: Heinrich Ancker, deutscher Marineoffizier
- 1888: Cecil Coles, schottischer Komponist
- 1889: Heinrich Eduard Jacob, deutsch-US-amerikanischer Schriftsteller
- 1897: Charles Chauvel, australischer Drehbuchautor, Filmregisseur und -produzent
- 1897: Elijah Muhammad, US-amerikanischer Gründer und Leiter der Nation of Islam
- 1898: Johann Anetseder, deutscher Politiker
- 1898: Jean Grimaldi, kanadischer Schauspieler, Sänger und Autor
- 1898: Alfred Wallenstein, US-amerikanischer Dirigent und Cellist
- 1899: Antonia von Luxemburg, bayerische Kronprinzessin
- 1900: Heinrich Himmler, deutscher Politiker, Reichsführer SS und Chef der Deutschen Polizei, Kriegsverbrecher

### 20. Jahrhundert

#### 1901–1925

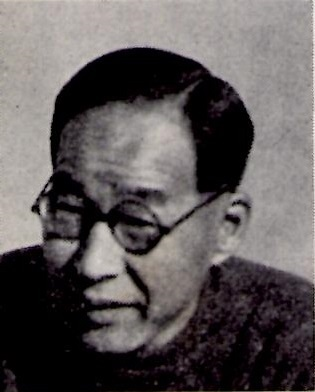
Murano Shirō (* 1901)

- 1901: Murano Shirō, japanischer Lyriker
- 1902: Hermann Busch, deutscher General
- 1904: Armando Castellazzi, italienischer Fußballspieler und -trainer
- 1904: Günther Schwab, österreichischer Schriftsteller
- 1905: Wolfgang Schoedel, deutscher Physiologe
- 1906: Laura Adani, italienische Schauspielerin
- 1906: Friedrich Kless, deutscher General
- 1911: Vaughn Monroe, US-amerikanischer Musiker, Sänger und Bandleader
- 1915: Roman Padlewski, polnischer Komponist, Geiger, Pianist, Musikwissenschaftler und -kritiker
- 1916: Walt Whitman Rostow, US-amerikanischer Ökonom, Wirtschaftshistoriker, nationaler Sicherheitsberater
- 1917: June Allyson, US-amerikanische Schauspielerin
- 1919: Zelman Cowen, australischer Rechtswissenschaftler und Generalgouverneur Australiens
- 1919: Georges Duby, französischer Historiker

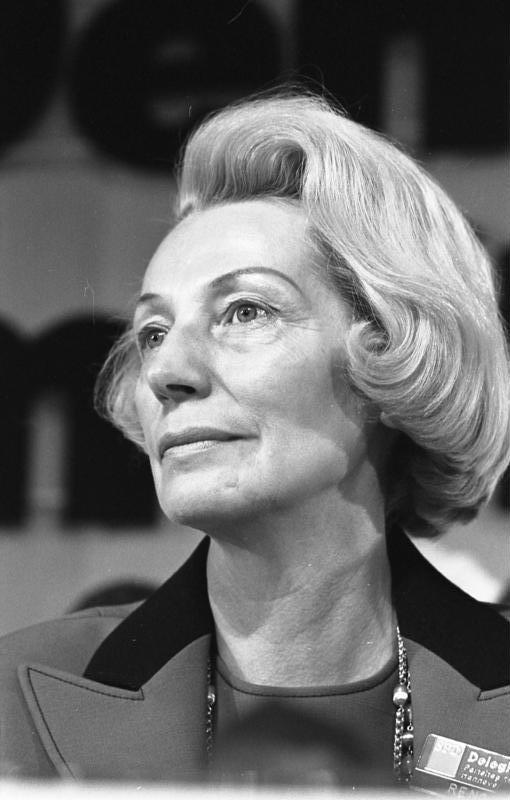
Annemarie Renger (* 1919)

- 1919: Annemarie Renger, deutsche Politikerin
- 1919: Fred Sagner, deutscher Politiker und Offizier
- 1919: Augustine Eugene Hornyak, serbischer Bischof und Exarch von Großbritannien
- 1920: Miguel Delibes, spanischer Schriftsteller
- 1920: Georg Leber, deutscher Politiker
- 1920: Josef Wolfsegger, österreichischer Politiker
- 1921: Dirk Dautzenberg, deutscher Schauspieler
- 1921: Siegfried Spielmann, deutscher Billardspieler
- 1921: Georges Wilson, französischer Schauspieler
- 1922: Reina Prinsen Geerligs, niederländische Widerstandskämpferin
- 1922: Tommaso Maestrelli, italienischer Fußballspieler und -trainer
- 1925: Fred Bertelmann, deutscher Sänger
- 1925: Christy Mathewson, US-amerikanischer Baseballspieler

#### 1926–1950
- 1926: Marcello Abbado, italienischer Komponist und Pianist
- 1926: Paul Gerhard Aring, deutscher Theologe
- 1926: Rolf Reuter, deutscher Dirigent und Hochschullehrer
- 1927: Kazimierz Korybutiak, polnischer Pianist und Musikpädagoge
- 1927: Ronald D. Laing, britischer Psychiater

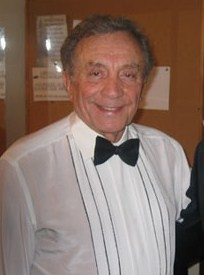
Al Martino (* 1927)

- 1927: Al Martino, US-amerikanischer Sänger
- 1928: Sanne Ledermann, Freundin von Anne Frank und Opfer des Holocaust
- 1929: Hans-Peter Dürr, deutscher Physiker und Autor
- 1929: Luigi Ferdinando Tagliavini, italienischer Organist, Cembalist und Musikwissenschaftler
- 1930: Bernard Collomb, französischer Autorennfahrer
- 1931: Walter Kubiczeck, deutscher Komponist
- 1931: Gordon Terry, US-amerikanischer Country-Musiker
- 1931: Desmond Tutu, südafrikanischer Bischof, Friedensnobelpreisträger
- 1931: Maria Schaumayer, österreichische Wirtschaftswissenschaftlerin, Politikerin, Präsidentin der Österreichischen Nationalbank.
- 1932: Boulos Nassif Borkhoche, syrischer Erzbischof
- 1932: Hans Bellin, deutscher Internist
- 1932: Baligh Hamdi, ägyptischer Komponist
- 1932: Predrag Matvejević, kroatischer Schriftsteller und Literaturwissenschaftler
- 1933: Arthur Blank, Schweizer Autorennfahrer
- 1933: Gilbert Chapron, französischer Boxer
- 1933: Josef Raulf, deutscher Kommunalpolitiker
- 1934: Feliksas Romualdas Bajoras, litauischer Komponist
- 1934: Jean-Claude Briavoine, französischer Autorennfahrer

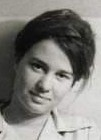
Ulrike Meinhof (* 1934)

- 1934: Ulrike Meinhof, deutsche Journalistin und Terroristin, Mitbegründerin der Rote Armee Fraktion
- 1936: Karl-Heinz Drescher, deutscher Grafiker
- 1936: Joanna Glass, kanadische Schriftstellerin
- 1937: Joaquín Larroya, spanischer Kanute
- 1938: Ann Haydon-Jones, britische Tennisspielerin
- 1939: Tony Glover, US-amerikanischer Mundharmonika-Spieler und Sänger
- 1939 (oder 1940): Raimund Harmstorf, deutscher Schauspieler
- 1939: John E. Hopcroft, US-amerikanischer Informatiker
- 1939: Harold Kroto, britischer Chemiker, Nobelpreisträger

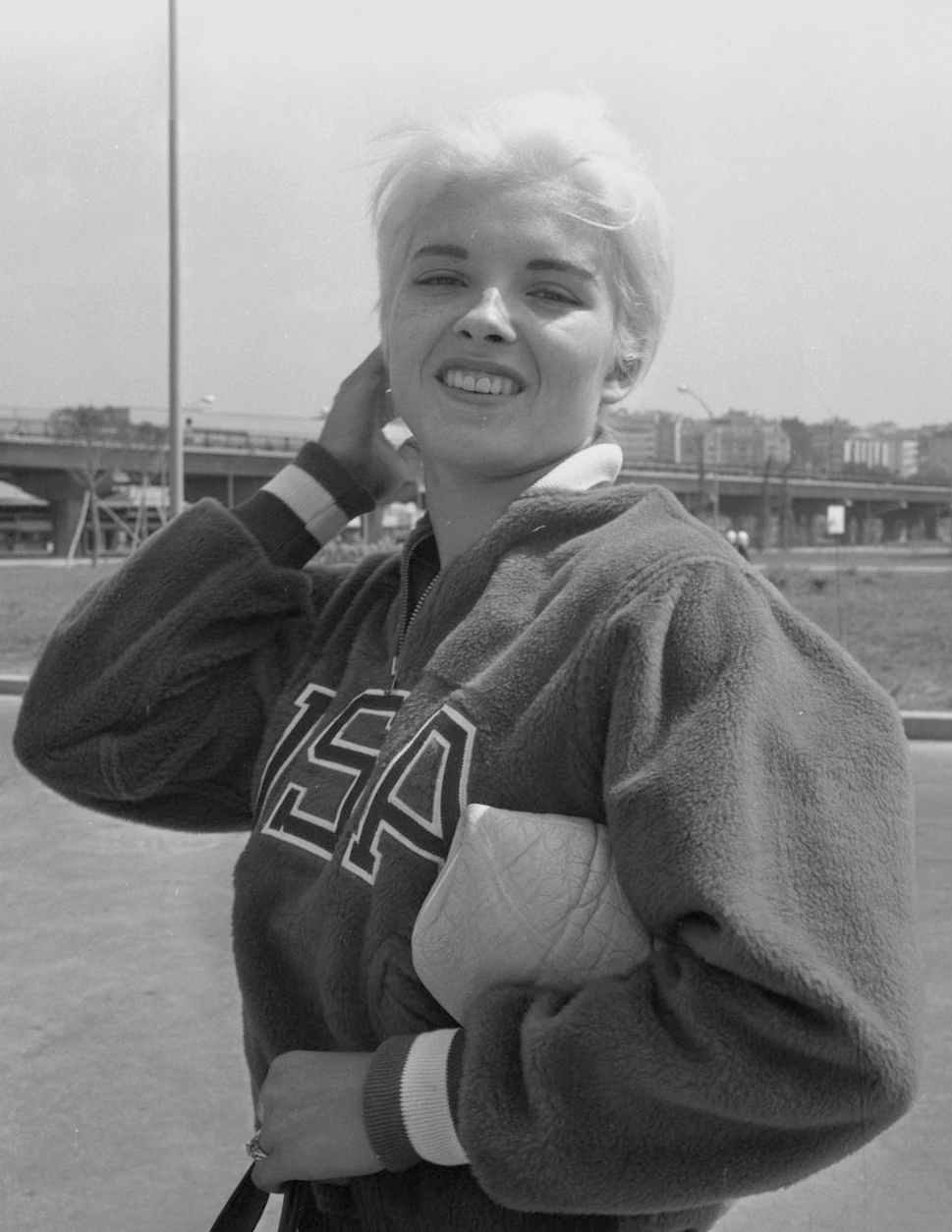
Muriel Grossfeld (* 1940)

- 1940: Muriel Grossfeld, US-amerikanische Turnerin
- 1940: Larry Young, US-amerikanischer Jazzorganist und Komponist
- 1941: Stefan Sodat (Skirennläufer), österreichischer Skirennläufer
- 1942: Wolfgang Heilemann, deutscher Fotograf
- 1942: Rico Weber, Schweizer Künstler
- 1943: Alfred Finz, österreichischer Politiker
- 1943: Gottfried Kustermann, deutscher Sportschütze
- 1943: Gerd Loßdörfer, deutscher Leichtathlet
- 1943: Oliver North, US-amerikanischer Offizier und Mitglied des Geheimdienstes CIA
- 1944: Jean Arthuis, französischer Politiker
- 1944: Simon Arthur, 4. Baron Glenarthur, britischer Peer, Pilot und Geschäftsmann
- 1944: Eduard Geyer, deutscher Fußballspieler und -trainer
- 1944: Donald Tsang, chinesischer Politiker
- 1945: Kevin Godley, britischer Musiker und Songschreiber
- 1945: Manfred Ruge, deutscher Kommunalpolitiker
- 1945: Jean-Luc Thérier, französischer Autorennfahrer
- 1946: Valeria Bufanu, rumänische Leichtathletin

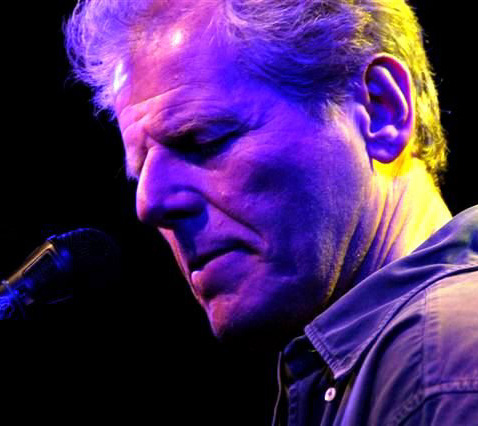
Georg Danzer (* 1946)

- 1946: Georg Danzer, österreichischer Liedermacher
- 1946: Albert Giger, Schweizer Skilangläufer
- 1947: Reiko Kuroda, japanische Chemikerin und Biologin
- 1948: Diane Ackerman, US-amerikanische Schriftstellerin und Lyrikerin
- 1948: Geneviève Fraisse, französische Philosophin, Autorin und Historikerin
- 1949: Kieran Kane, US-amerikanischer Country-Sänger und Songwriter
- 1949: Alice Walton, US-amerikanische Pferdezüchterin und Milliardärin
- 1949: Gabriel Yared, libanesischer Komponist

#### 1951–1975
- 1951: Enki Bilal, französischer Comiczeichner, Illustrator und Filmregisseur
- 1951: Claus Boden, deutscher Fußballspieler
- 1951: John Mellencamp, US-amerikanischer Musiker
- 1951: Marc Storace, maltesischer Rocksänger (Krokus)
- 1952: Mary Badham, US-amerikanische Schauspielerin
- 1952: Norbert Ebster, österreichischer Fußballer

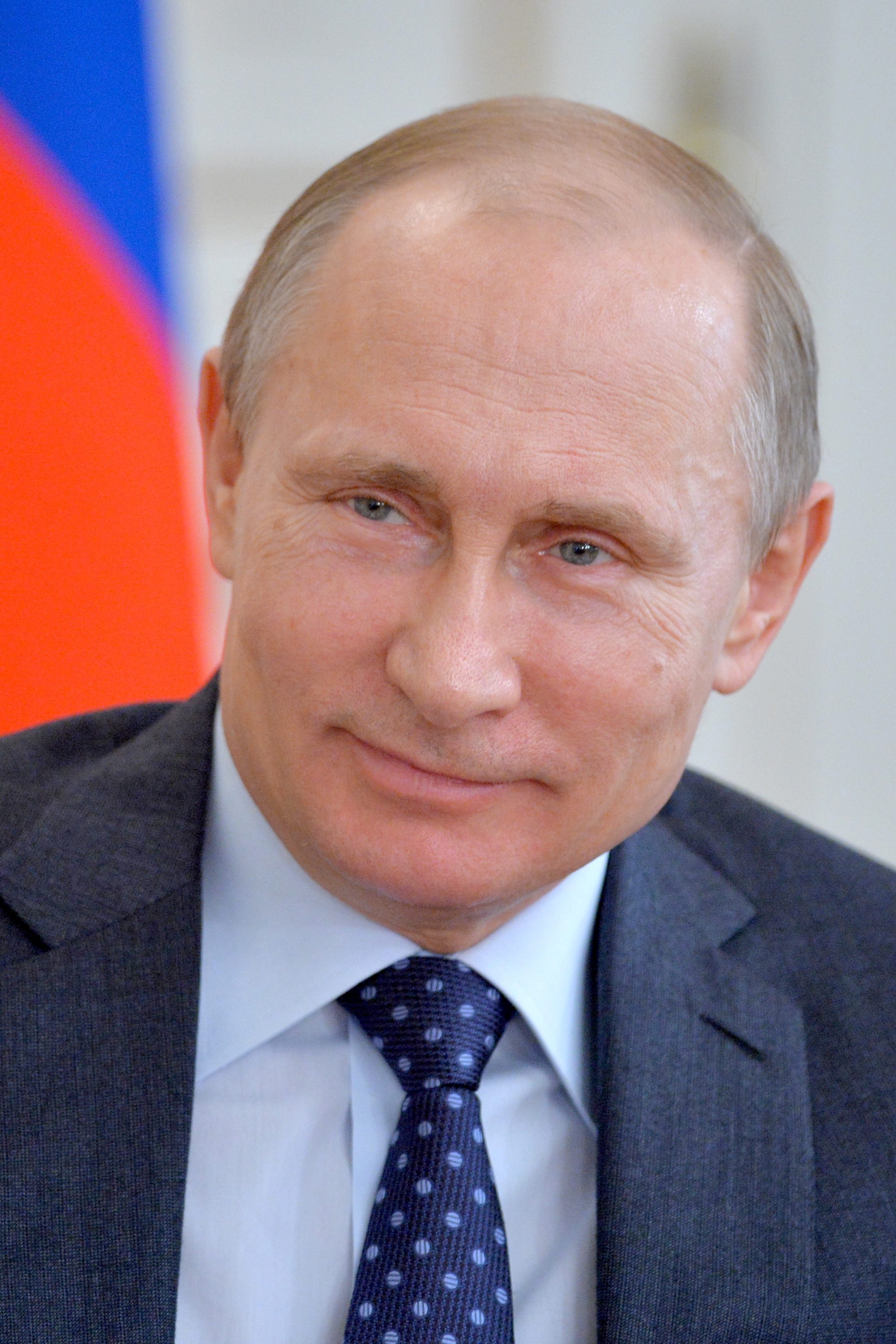
Wladimir Putin (* 1952)

- 1952: Wladimir Wladimirowitsch Putin, russischer Präsident
- 1952: Neithardt Riedel, deutscher Schauspieler und Drehbuchautor
- 1953: Tico Torres, US-amerikanischer Schlagzeuger, Maler und Bildhauer (Bon Jovi)
- 1953: Ronald Worm, deutscher Fußballspieler
- 1954: Rainer Will, deutscher Schauspieler
- 1955: Yo-Yo Ma, US-amerikanischer Cellist
- 1955: Michael W. Smith, US-amerikanischer Sänger und Songwriter
- 1956: Atanas Atanassow, bulgarischer Weitspringer
- 1957: Faruk Hadžibegić, bosnischer Fußballspieler und -trainer
- 1957: Jayne Torvill, britische Eiskunstläuferin
- 1958: Sunnyi Melles, schweizerisch-österreichische Schauspielerin
- 1959: Steven Erikson, kanadischer Schriftsteller
- 1959: Klaus Hollinetz, österreichischer Literat, Komponist und Klangkünstler
- 1959: Martin Knosp, deutscher Ringer
- 1959: Loris Reggiani, italienischer Motorradrennfahrer
- 1960: Viktor Lazlo, belgische Sängerin

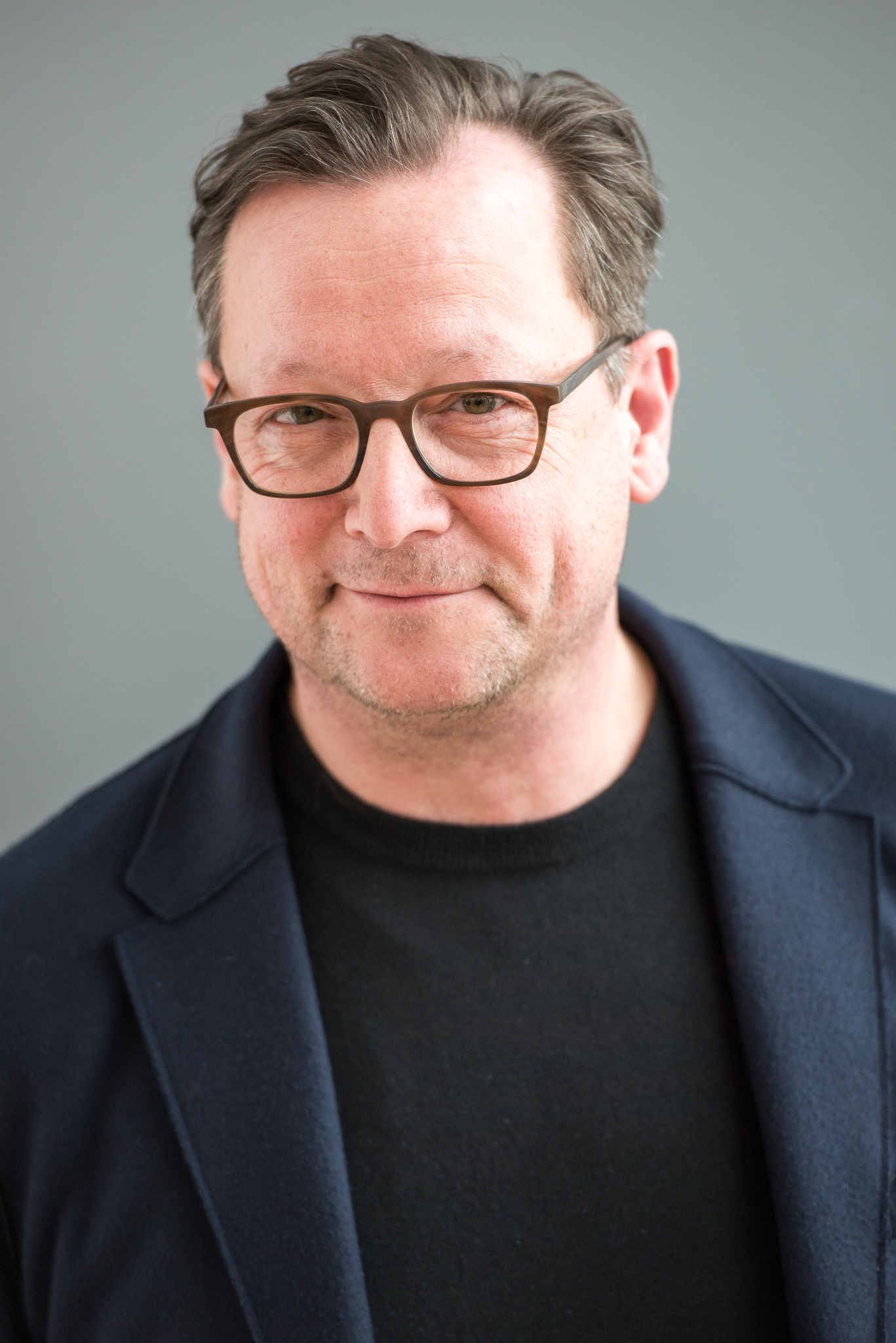
Matthias Brandt (* 1961)

- 1961: Matthias Brandt, deutscher Schauspieler
- 1962: Albert Koch, deutscher Musikjournalist
- 1962: Tommy Steiner, deutscher Schlagersänger
- 1964: Sam Brown, britische Sängerin und Songwriterin
- 1964: Max Otte, deutscher Ökonom
- 1964: Mathias Schersing, deutscher Sprinter
- 1964: Markus Zimmer, deutscher Musiker und Sänger
- 1965: Marco Apicella, italienischer Automobilrennfahrer
- 1965: Elisabeth Sobotka, österreichische Opernintendantin
- 1966: Tania Aebi, US-amerikanische Seglerin und Buchautorin
- 1966: Marco Beltrami, US-amerikanischer Komponist
- 1966: Vincenzo Sospiri, italienischer Automobilrennfahrer
- 1967: Katrin Becker, deutsche Physikerin

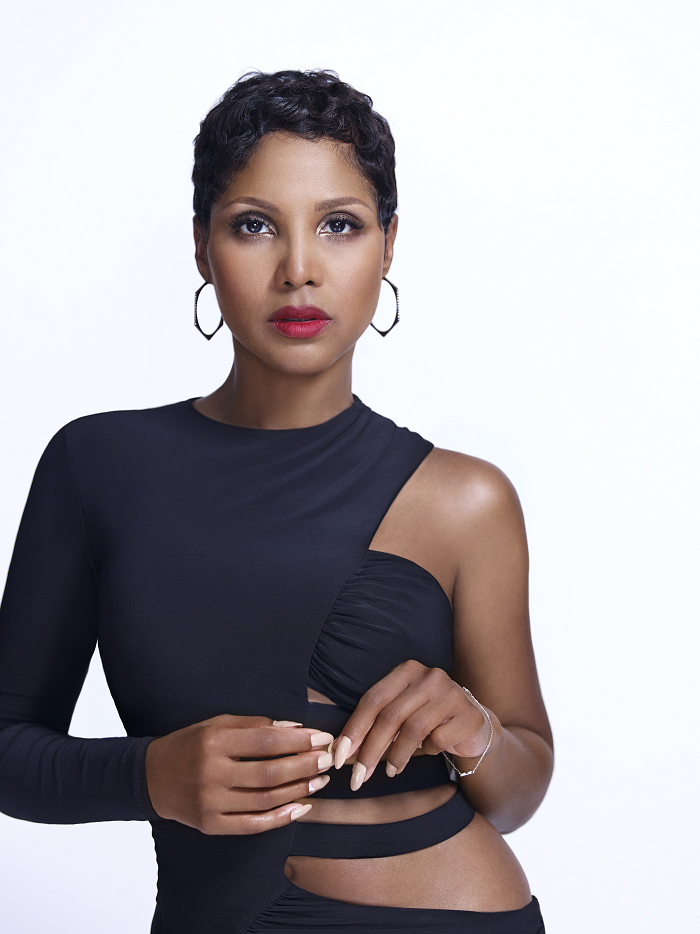
Toni Braxton (* 1967)

- 1967: Toni Braxton, US-amerikanische Soul- und R&B-Sängerin
- 1967: Adam Taubitz, deutscher Jazz-Musiker
- 1968: Luminița Anghel, rumänische Sängerin und Politikerin
- 1968: Rich McCormick, US-amerikanischer Politiker
- 1968: Thom Yorke, britischer Rockmusiker (Radiohead)
- 1969: Hartmut Abendschein, deutsch-schweizerischer Schriftsteller, Herausgeber und Verleger
- 1969: Sandro Brotz, Schweizer Journalist und Fernsehmoderator
- 1970: Paulo Morello, deutscher Jazzgitarrist
- 1971: Jordi Bazan, andorranischer Fußballspieler
- 1971: Ismael Urzaiz, spanischer Fußballspieler
- 1971: Bettina Wiegmann, deutsche Fußballspielerin
- 1972: Sidney Polak, polnischer Rockmusiker und Schlagzeuger

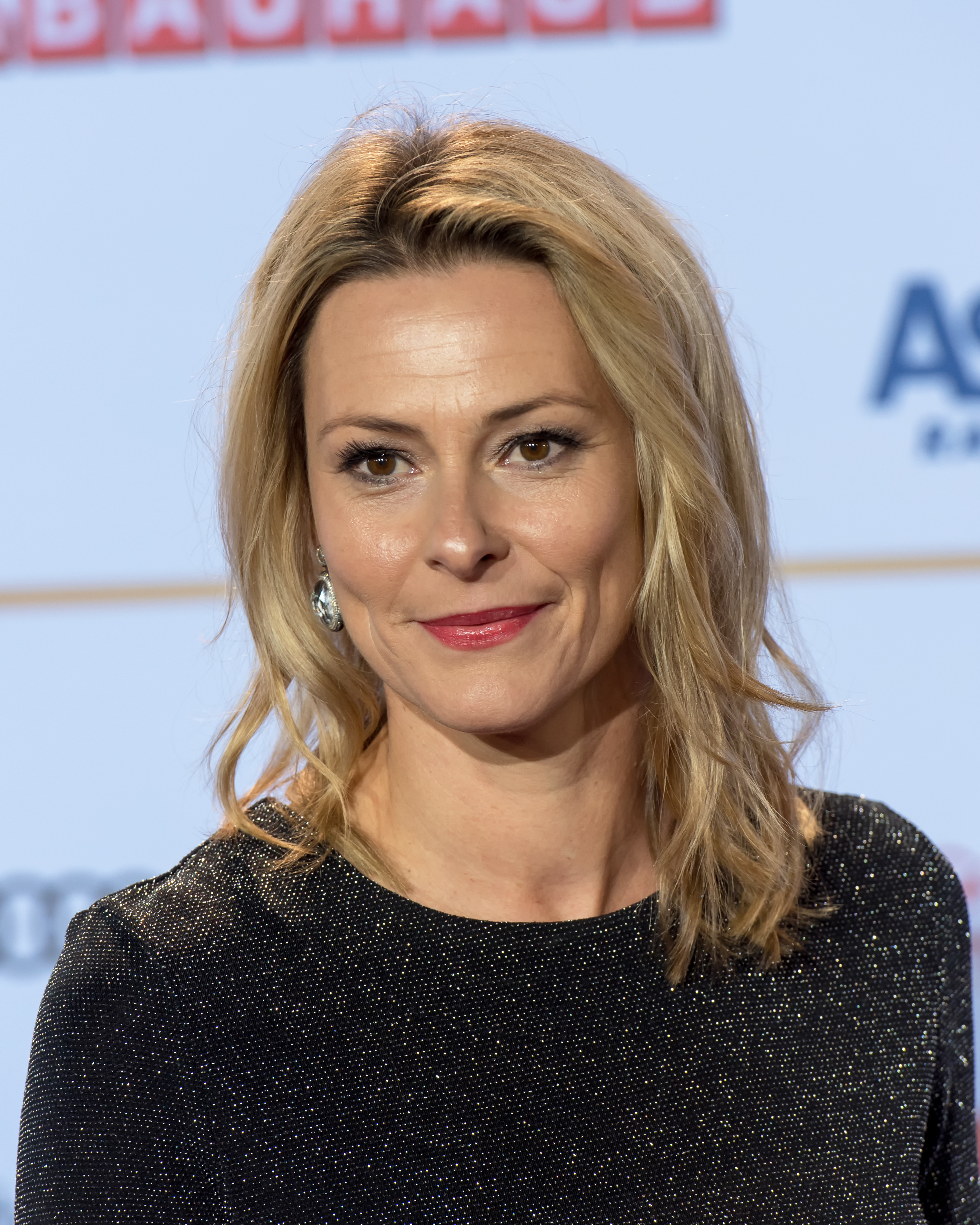
Anja Reschke (* 1972)

- 1972: Anja Reschke, deutsche Fernsehmoderatorin
- 1973: Dida, brasilianischer Fußballspieler
- 1974: Rune Glifberg, dänischer Skateboarder
- 1974: Mocky, kanadischer Popmusiker
- 1974: Allison Munn, US-amerikanische Schauspielerin
- 1974: Charlotte Perrelli, schwedische Sängerin
- 1975: Artur Siódmiak, polnischer Handballspieler

#### 1976–2000
- 1976: Marc Coma, spanischer Endurorennfahrer
- 1976: Santiago Solari, argentinischer Fußballspieler
- 1976: DJ Tatana, Schweizer DJ

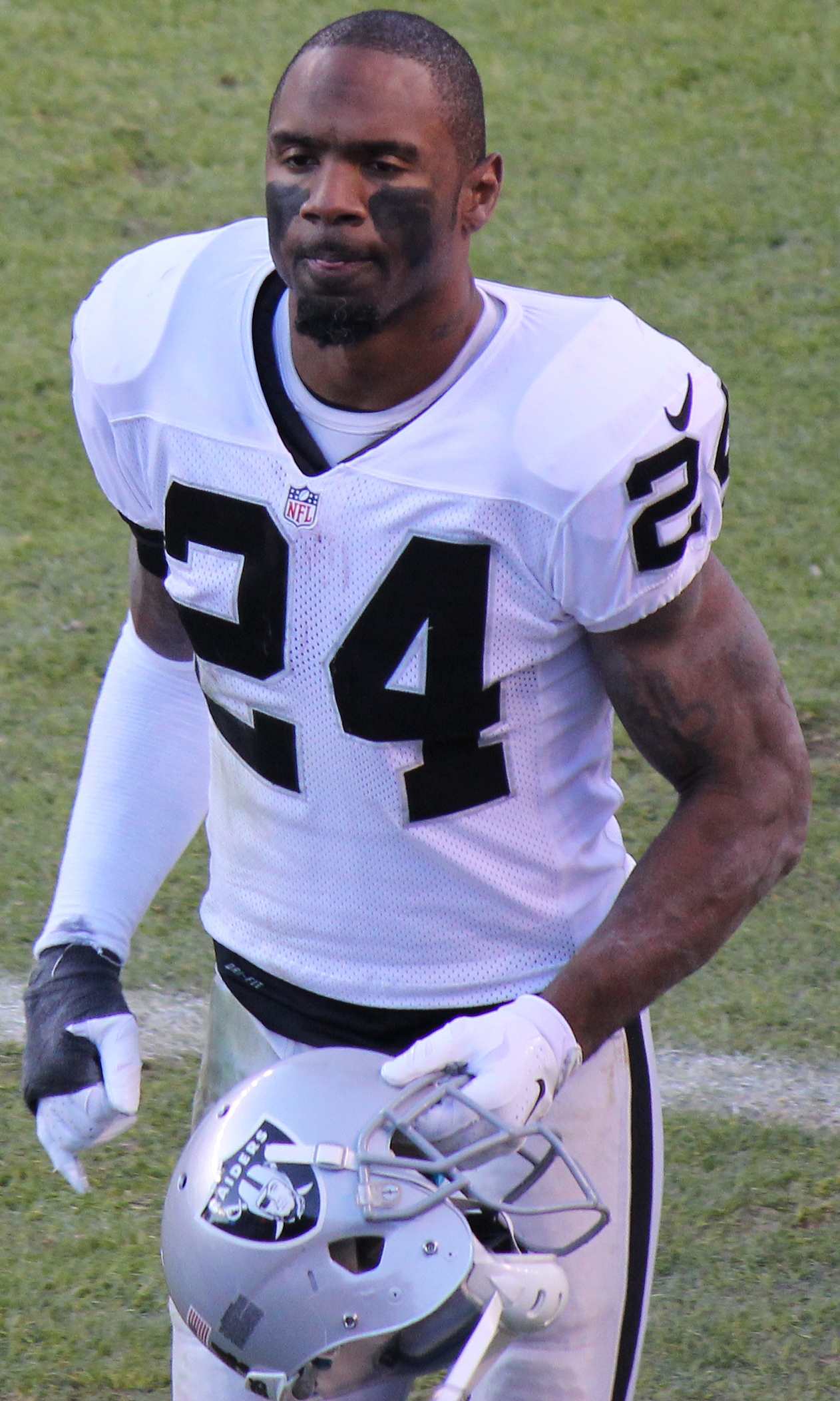
Charles Woodson (* 1976)

- 1976: Charles Woodson, US-amerikanischer American-Football-Spieler
- 1977: Dan Beutler, schwedischer Handballspieler
- 1977: Lapo Elkann, italienischer Unternehmer und Designer
- 1977: Marwa El-Sherbini, ägyptische Handballspielerin und Pharmazeutin
- 1978: Rony Agustinus, indonesischer Badmintonspieler
- 1978: Guðlaugur Arnarsson, isländischer Handballspieler und -trainer
- 1978: Joe Armstrong, englischer Schauspieler
- 1978: Arnold Forrer, Schweizer Schwinger
- 1978: Sascha Lienesch, deutscher Politiker, MdL
- 1978: Omar Benson Miller, US-amerikanischer Schauspieler
- 1978: Simon Schoch, Schweizer Snowboarder
- 1979: Simona Amânar, rumänische Kunstturnerin, mehrfache Weltmeisterin und Olympiasiegerin
- 1979: Aaron Ashmore, kanadischer Filmschauspieler
- 1979: Shawn Ashmore, kanadischer Filmschauspieler und -produzent

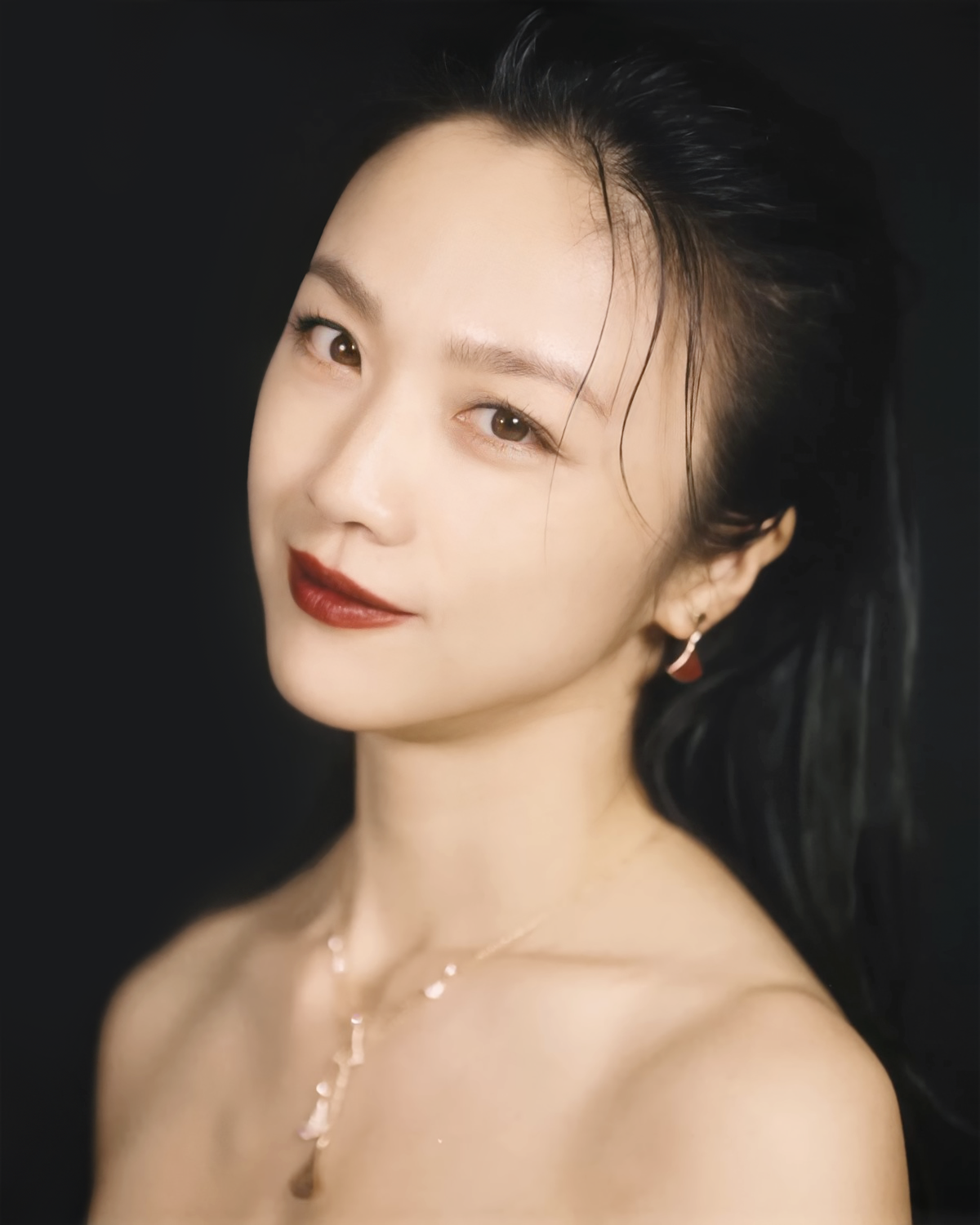
Tang Wei (* 1979)

- 1979: Tang Wei, chinesische Schauspielerin
- 1980: Jean-Marc Gaillard, französischer Skilangläufer, Olympiamedaillengewinner
- 1980: Alessandro Talotti, italienischer Leichtathlet
- 1981: Jelena Jensen, US-amerikanische Pornodarstellerin
- 1982: Madjid Bougherra, algerischer Fußballspieler
- 1982: Robby Ginepri, US-amerikanischer Tennisspieler
- 1982: Jermain Defoe, englischer Fußballspieler
- 1983: Aaron Parks, US-amerikanischer Jazzpianist
- 1983: Flying Lotus, US-amerikanischer DJ und Produzent
- 1984: Tobias Artmeier, deutscher Eishockeyspieler
- 1984: Simon Poulsen, dänischer Fußballspieler
- 1984: Arnold Robin, französischer Autorennfahrer
- 1984: Mauro Santambrogio, italienischer Radrennfahrer
- 1986: Jānis Andersons, lettischer Eishockeyspieler
- 1986: Selene Kapsaski, deutsch-englische Filmregisseurin und -produzentin, Kamerafrau und Schauspielerin
- 1986: Fabian Stenzel, deutscher Fußballspieler
- 1987: Sarah Ammerman, US-amerikanische Volleyballspielerin
- 1987: Greta Granstedt, US-amerikanische Schauspielerin
- 1987: Sam Querrey, US-amerikanischer Tennisspieler
- 1988: Abdelrahman Ahmed, ägyptischer Taekwondoin

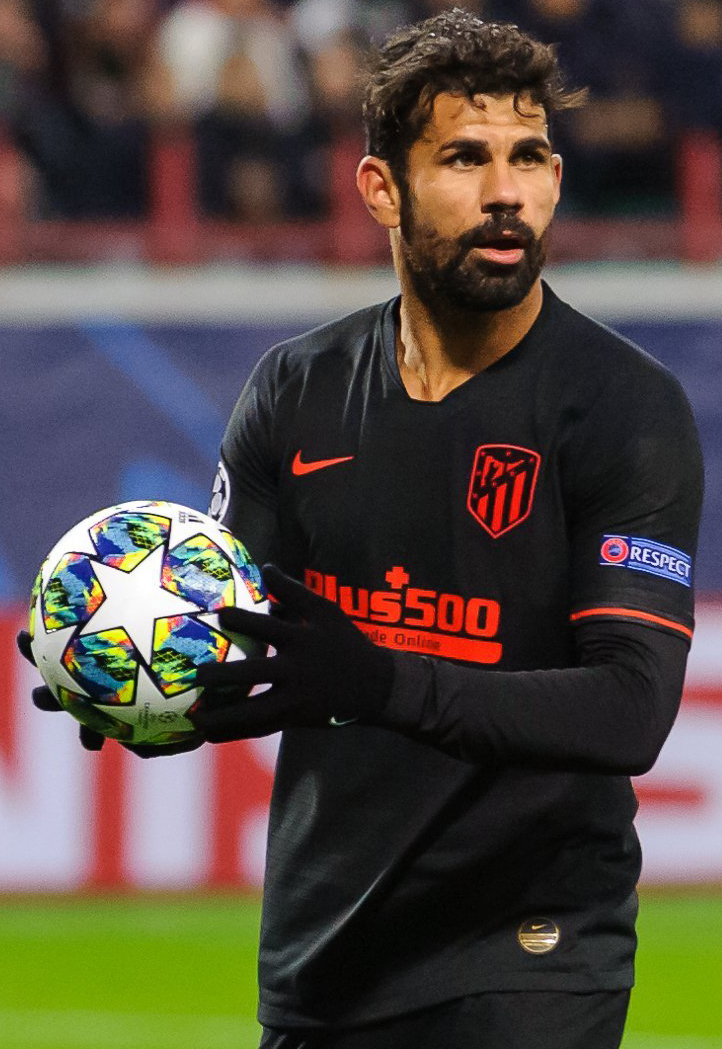
Diego Costa (* 1988)

- 1988: Diego Costa, brasilianisch-spanischer Fußballspieler
- 1988: Jana Forkel, deutsche Journalistin und Fernsehmoderatorin
- 1989: Erik Akkersdijk, niederländischer Speedcuber
- 1989: Daniel Drescher, österreichischer Fußballspieler
- 1990: Mason Finley, US-amerikanischer Diskuswerfer und Kugelstoßer
- 1990: Glenhis Hernández, kubanische Taekwondoin
- 1990: Marie-Laurence Jungfleisch, deutsche Hochspringerin
- 1991: Simon Cho, US-amerikanischer Shorttracker
- 1991: Oscar Fantenberg, schwedischer Eishockeyspieler
- 1991: Eyal Golasa, israelischer Fußballspieler

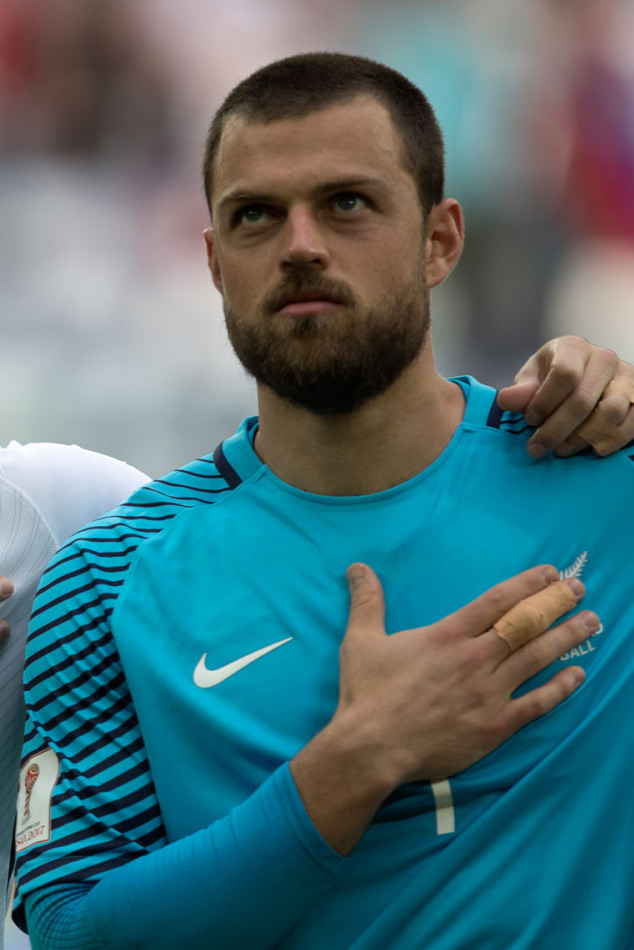
Stefan Marinovic (* 1991)

- 1991: Stefan Marinovic, neuseeländischer Fußballspieler
- 1991: Kevin Mirocha, deutscher Rennfahrer
- 1993: Ryan Edwards, englischer Fußballspieler
- 1995: Irina Kurbanova, deutsche Schauspielerin
- 1995: Slade Pearce, US-amerikanischer Schauspieler
- 1996: Lewis Capaldi, schottischer Sänger und Songtexter
- 1997: Kira Kosarin, US-amerikanische Schauspielerin und Sängerin
- 1997: Ingibjörg Sigurðardóttir, isländische Fußballspielerin
- 1997: Vanessa Voigt, deutsche Biathletin, Olympiamedaillengewinnerin
- 1998: Trent Alexander-Arnold, englischer Fußballspieler

### 21. Jahrhundert
- 2002: Adam Niżnik, polnischer Skispringer
- 2003: Mary Bocock, US-amerikanische Skirennläuferin
- 2004: Letizia Roscher, deutsche Eiskunstläuferin
- 2005: Tim Krohn, deutscher Fußballspieler

## Gestorben

### Vor dem 16. Jahrhundert
- 0336: Marcus, Bischof von Rom
- 0775: Al-Mansur, zweiter Kalif der Abbasiden
- 0929: Karl III., König der Westfranken
- 0981: Ohtrich, katholischer Theologe und Philosoph
- 1072: Sancho II., König von Kastilien, León und Galicien
- 1130: Hermann II., Markgraf von Baden
- 1130: Al-Amir bi-ahkam Allah, Kalif der Fatimiden
- 1242: Juntoku, japanischer Kaiser
- 1243: Heinrich I., Bischof von Seckau
- 1260: Albrecht I., Herzog von Sachsen-Wittenberg und Kurfürst des Heiligen Römischen Reiches
- 1382: Johann von Vienne, Bischof von Basel und Metz, Erzbischof von Besançon
- 1426: Alix des Baux, Herrin von Les Baux
- 1457: Johann von Coimbra, portugiesischer Adeliger
- 1461: Jean Poton de Xaintrailles, französischer Adliger, königlicher Vogt von Berry, Seneschall und Limousin, Marschall von Frankreich
- 1472: Michelozzo di Bartolommeo, Florentiner Bildhauer und Architekt
- 1488: Andrea del Verrocchio, italienischer Künstler
- 1496: Ferdinand II. von Neapel, König von Neapel

### 16. bis 18. Jahrhundert
- 1510: Karl von Baden, Domherr in Straßburg und Trier
- 1514: Bernardo Rucellai, Florentiner Gelehrter und Diplomat
- 1543: Gertrud von Büchel, deutsche Äbtissin, Kalligraphin und Buchillustratorin
- 1565: Johannes Mathesius, deutscher Pfarrer und lutherischer Reformator
- 1571: Ali Pascha, Großadmiral der osmanischen Flotte in der Seeschlacht bei Lepanto

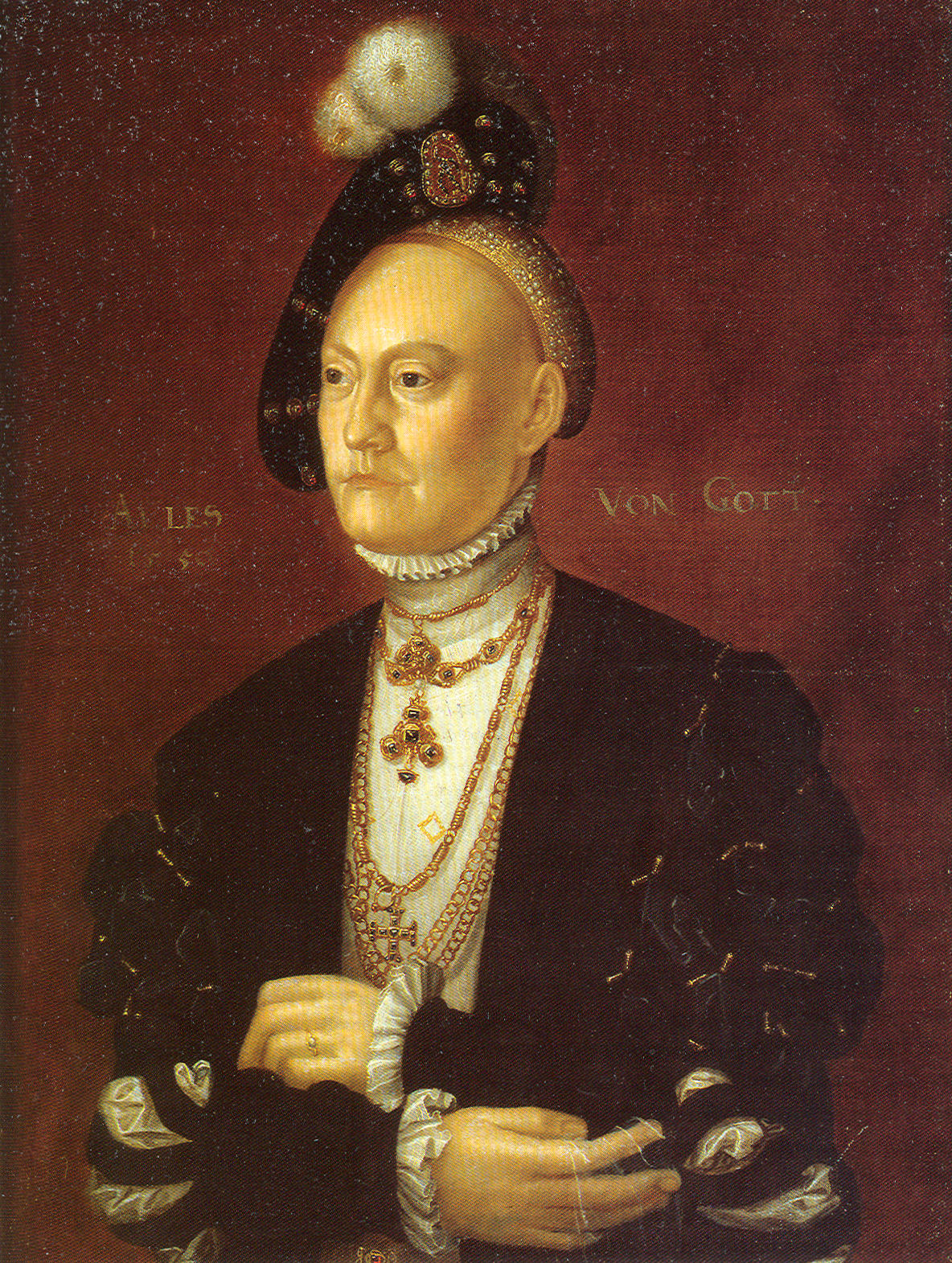
Dorothea von Sachsen-Lauenburg († 1571)

- 1571: Dorothea von Sachsen-Lauenburg, Königin von Dänemark und Norwegen
- 1577: George Gascoigne, englischer Dichter
- 1581: Honoré I., Herr von Monaco
- 1581: William Keith, 3. Earl Marischal, Marschall von Schottland
- 1585: Siegfried Hettenus, evangelischer Abt des Klosters Schlüchtern
- 1602: Thomas Schweicker, deutscher, armloser Kunstschreiber
- 1612: Menso Alting, ostfriesischer Prediger und Theologe der Reformationszeit
- 1619: Francesco Vendramin, Patriarch von Venedig
- 1620: Stanisław Żółkiewski, polnischer Feldherr und Staatsmann
- 1622: Peter de Spina II., deutscher Mediziner
- 1622: Baltasar de Zúñiga, spanischer Diplomat
- 1626: Paul Bril, niederländischer Maler
- 1631: François d’Orléans-Longueville, duc de Fronsac, Herzog von Fronsac
- 1633: Robert Browne, Gründer der englischen puritanischen Separatisten
- 1637: Viktor Amadeus I., Herzog von Savoyen
- 1660: Paul Scarron, französischer Schriftsteller
- 1663: Sophie Eleonore von Hessen-Darmstadt, Landgräfin von Hessen-Homburg
- 1677: Friedrich Wilhelm, Graf von Rietberg
- 1681: Nikolaes Heinsius der Ältere, niederländischer Gelehrter und Lyriker
- 1689: Jakob Dietlof von Arnim, kurbrandenburger Obrist, Generalmajor und Hauptmann
- 1690: Jacques Savary, französischer Kaufmann und Mitbegründer der Handelswissenschaft
- 1690: Henry FitzRoy, 1. Duke of Grafton, englischer Adeliger
- 1704: Cyriakus Günther, deutscher Kirchenlieddichter
- 1708: Gobind Singh, indischer Guru des Sikhismus
- 1724: Friedrich, Herzog von Schleswig-Holstein-Sonderburg-Wiesenburg und kaiserlicher Feldmarschall

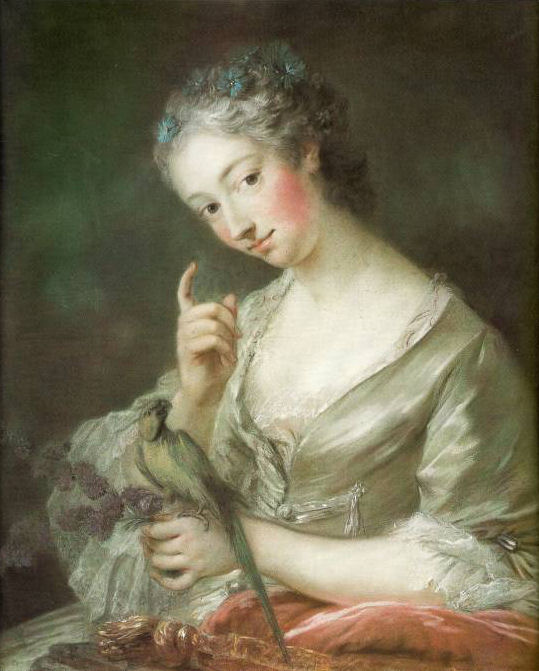
Jeanne-Agnès Berthelot de Pléneuf († 1727)

- 1727: Jeanne-Agnès Berthelot de Pléneuf, Mätresse von Louis IV. Henri de Bourbon
- 1728: Jean-Baptiste Volumier, flämischer Violinvirtuose und Komponist
- 1753: Herman Kaau-Boerhaave, niederländischer Mediziner
- 1766: André Chéron, französischer Komponist, Cembalist, Organist und Dirigent
- 1772: John Woolman, nordamerikanischer Wanderprediger und Autor
- 1787: Johann Karl von Herberstein, Bischof von Laibach
- 1787: Henry Melchior Muhlenberg, deutscher Pastor
- 1792: George Mason, US-amerikanischer Politiker (Verfassungsvater)

### 19. Jahrhundert
- 1810: Giuseppe Fossati, Tessiner Jurist und Übersetzer
- 1818: David Stone, US-amerikanischer Politiker
- 1823: Johann Christian Hendel, deutscher Buchdrucker und Verleger
- 1824: Friedrich Karl Rumpf, deutscher Literaturwissenschaftler und Rhetoriker, Theologe und Altphilologe
- 1833: Heinrich Friedrich Pfannkuche, deutscher evangelischer Theologe und Altphilologe
- 1845: Isabella Colbran, spanische Opernsängerin
- 1847: Alexandre Brongniart, französischer Chemiker und Mineraloge, Geologe und Zoologe

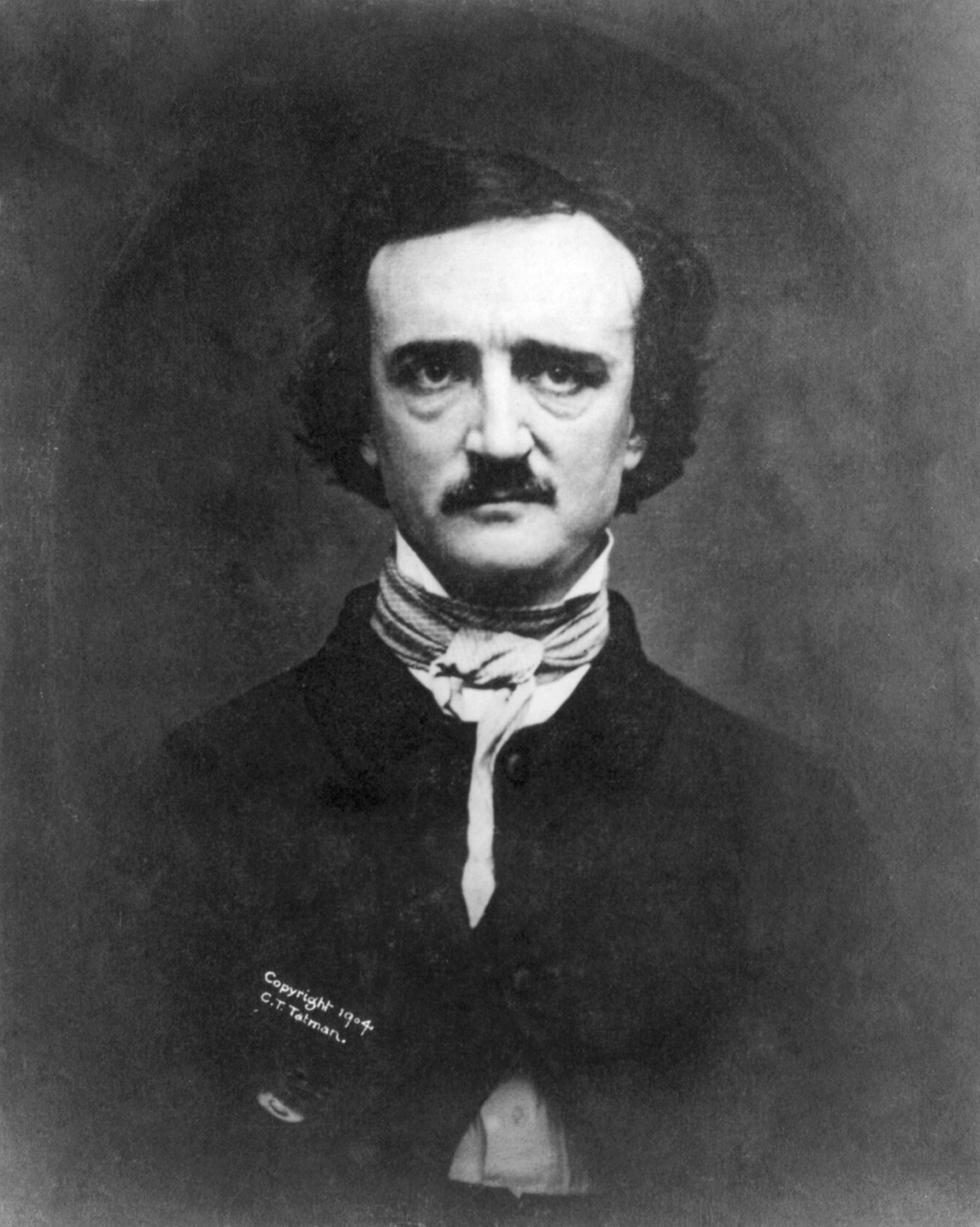
Edgar Allan Poe († 1849)

- 1849: Edgar Allan Poe, US-amerikanischer Schriftsteller
- 1857: Louis McLane, US-amerikanischer Außenminister
- 1862: Josefa Lang, deutsche Schauspielerin
- 1866: Louise Seidler, deutsche Malerin
- 1867: Mohammed Afzal Khan, Emir von Afghanistan
- 1867: Henry Timrod, amerikanischer Dichter und Journalist in der Konföderation
- 1870: Madschid bin Said, erster Sultan von Sansibar
- 1871: Michael Phelan, US-amerikanischer Billardspieler und Unternehmer
- 1873: Knut Jungbohn Clement, deutscher Schriftsteller
- 1875: Caroline Botgorschek, österreichische Opernsängerin (Alt)
- 1875: Maria Salesia Chappuis, schweizerische Nonne

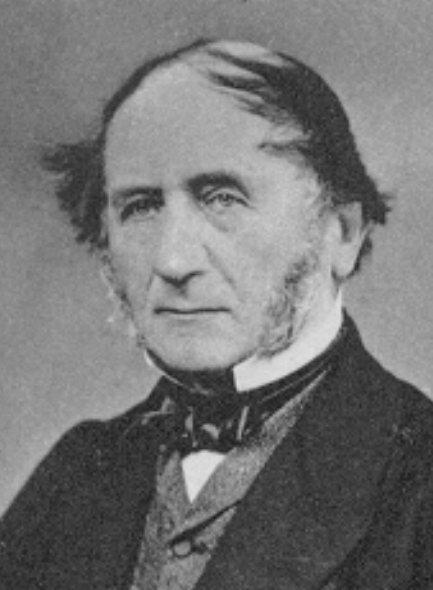
Georg Heinrich Pertz († 1876)

- 1876: Georg Heinrich Pertz, deutscher Historiker und Bibliothekar
- 1887: George J. Webb, US-amerikanischer Organist und Komponist
- 1890: John Hill Hewitt, US-amerikanischer Komponist, Lyriker und Zeitungsverleger
- 1890: Maharero, traditioneller Führer der Herero
- 1891: August Roese, deutscher Kommunalpolitiker, Oberbürgermeister von Eisenach
- 1892: Friedrich Schlögl, österreichischer Schriftsteller
- 1896ː Emma Darwin, Ehefrau von Charles Darwin
- 1896: John Langdon Down, englischer Mediziner
- 1896: Louis Jules Trochu, französischer General, Präsident des Nationalen Verteidigungsrates
- 1898ː Blanche Willis Howard, amerikanische Schriftstellerin

### 20. Jahrhundert

#### 1901–1950
- 1904: Isabella Bishop, britische Reiseschriftstellerin
- 1905: Pedro Américo, brasilianischer Maler
- 1907: Emmerich Andresen, deutscher Bildhauer und Porzellangestalter
- 1912: Wilhelm Manchot, deutscher Architekt

Jakob Minor († 1912)

- 1912: Jakob Minor, österreichischer Literaturhistoriker
- 1915: Friedrich Hasenöhrl, österreichischer Mathematiker und Physiker
- 1915: Samuel Prowse Warren, kanadischer Organist und Komponist
- 1918: Jon Arvid Afzelius, schwedischer Lehrbuchverfasser
- 1919: Alfred Deakin, australischer Politiker, Premierminister
- 1924: Clemens Baeumker, deutscher Philosoph und Philosophiehistoriker
- 1924: Florens Christian Rang, deutscher Theologe, Politiker und Schriftsteller
- 1926: Emil Kraepelin, deutscher Psychiater
- 1927: Edward Guinness, 1. Earl of Iveagh, irischer Geschäftsmann und Philanthrop
- 1927: Paul Sérusier, französischer Maler
- 1930: Rudolf Henning, deutscher Germanist
- 1934: Ludwig Freiherr von Stein zu Lausnitz, deutscher Offizier und Forschungsreisender

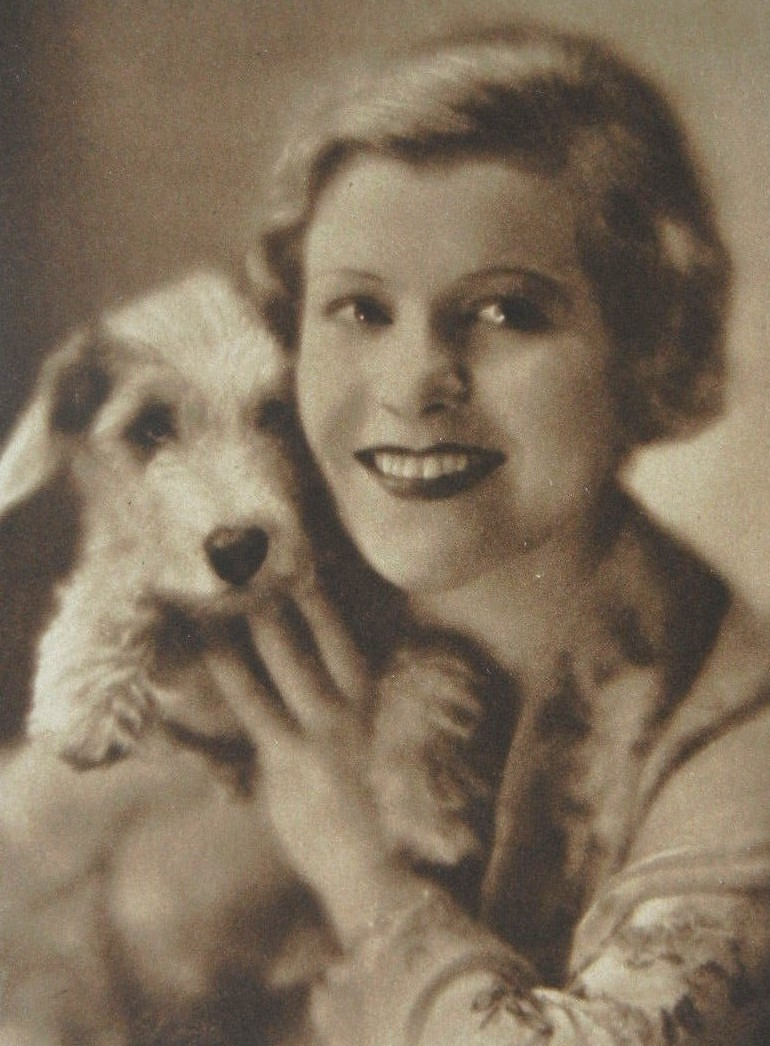
Renate Müller († 1937)

- 1937: Renate Müller, deutsche Schauspielerin und Sängerin
- 1938: Hermann Köhl, deutscher Flugpionier, erster Überquerer des Atlantiks in Ost-West-Richtung
- 1938: Werner Mellmann, deutscher Motorradrennfahrer
- 1940: Tim Rose-Richards, britischer Autorennfahrer und Marineflieger
- 1942: Norman Gale, englischer Lyriker
- 1942: Jean Strohl, französisch-schweizerischer Zoologe, Wissenschaftshistoriker und Hochschullehrer

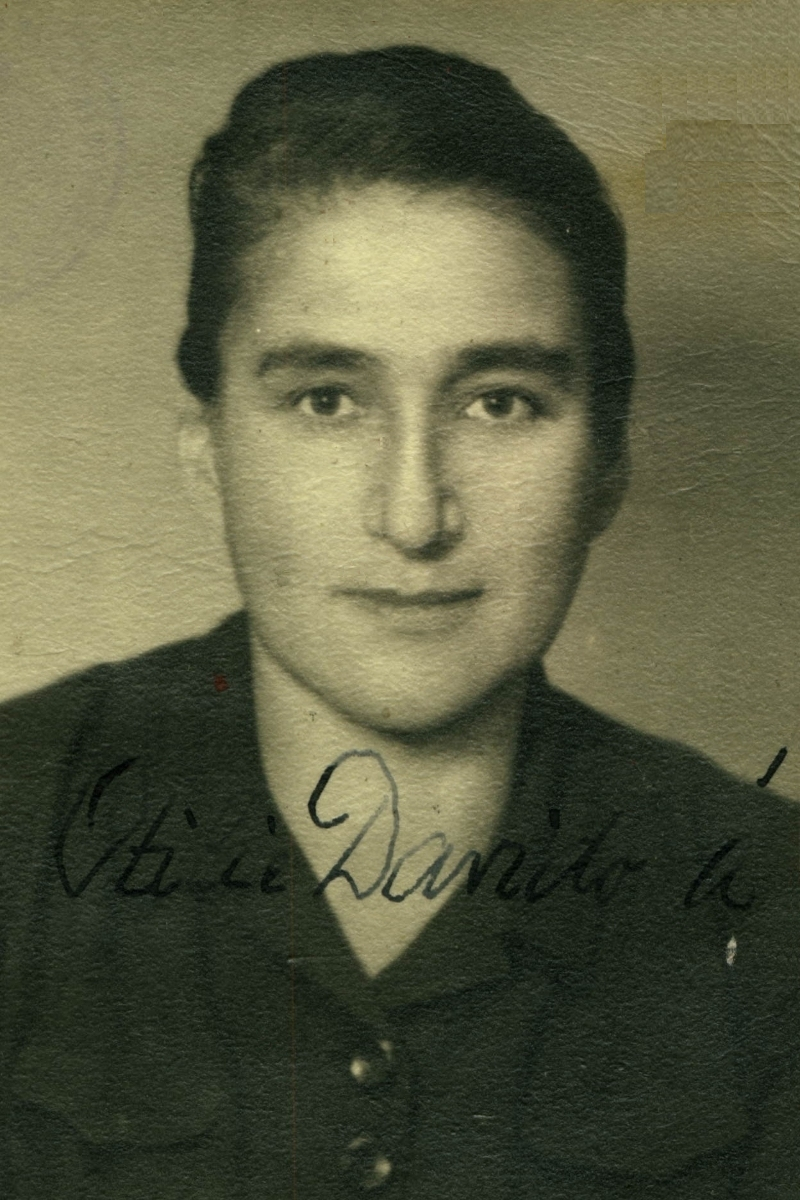
Ottla Kafka († 1943)

- 1943ː Ottla Kafka, Schwester von Franz Kafka, Opfer des Holocaust
- 1944: Kurt Adams, deutscher Politiker
- 1946: Ewald von Demandowsky, deutscher Filmdramaturg
- 1947: Martin Schneeweiss, österreichischer Motorradrennfahrer
- 1949: Hugo Chanoch Fuchs, deutscher Rabbiner und jüdischer Historiker
- 1949: Martin Punitzer, deutscher Architekt
- 1950: Louis Halphen, französischer Historiker

#### 1951–2000
- 1954: Joseph Opatoshu, polnischer Schriftsteller
- 1955: Ferdinand Lentjes, deutscher Ingenieur und Unternehmer
- 1957ː Clara Ragaz, Schweizer Frauenrechtlerin und Friedensaktivistin
- 1958: Rex Griffin, US-amerikanischer Old-Time- und Country-Musiker
- 1959: Mario Lanza, US-amerikanischer Sänger
- 1962: Scrapper Blackwell, US-amerikanischer Blues-Musiker

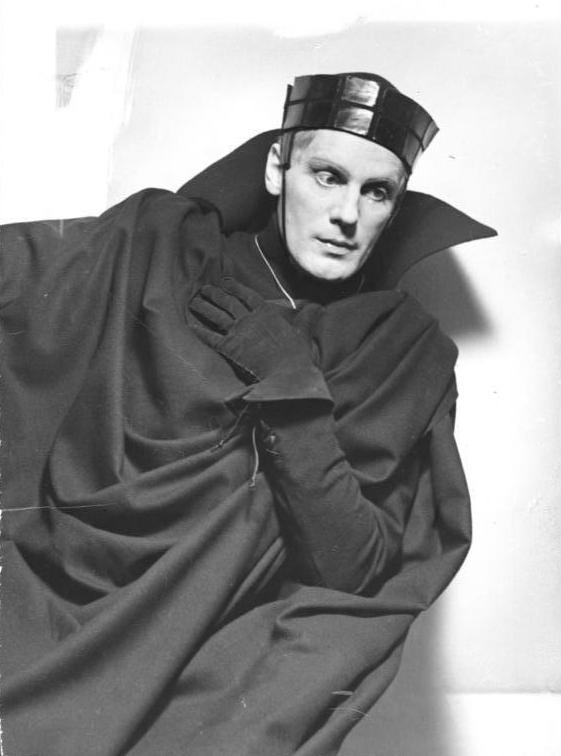
Gustaf Gründgens († 1963)

- 1963: Gustaf Gründgens, deutscher Schauspieler
- 1964: Stephan Westmann, deutscher Mediziner
- 1966: Herbert Sonnenburg, deutscher General
- 1965: Jesse Douglas, US-amerikanischer Mathematiker
- 1966: Smiley Lewis, US-amerikanischer Sänger
- 1967: Norman Angell, britischer Schriftsteller und Politiker
- 1969: Hermann Quistorf, deutscher Schriftsteller und Übersetzer
- 1970: Siegfried von Jan, deutscher Verwaltungsjurist, Bezirksamtmann und Ministerialrat
- 1972: Roland Pièce, Schweizer Funk- und Radiopionier
- 1976: Doris Kahane, deutsche Künstlerin
- 1976ː Gertrud Lincke, deutsche Architektin
- 1983: George Ogden Abell, US-amerikanischer Astronom
- 1983: Howard E. Armstrong, US-amerikanischer Anwalt und Politiker
- 1984: Hermann Schroeder, deutscher Komponist und Kirchenmusiker
- 1985: Wolfgang Kieling, deutscher Schauspieler
- 1985: Cemal Reşit Rey, türkischer Komponist

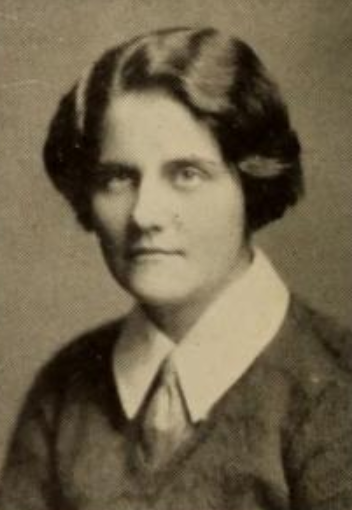
Cheryl Crawford († 1986)

- 1986: Cheryl Crawford, US-amerikanische Theaterregisseurin und Produzentin
- 1986: Ishizaka Yōjirō, japanischer Schriftsteller
- 1987: Bobby Walston, US-amerikanischer American-Football-Spieler
- 1988: Otto Arnholz, deutscher Politiker, MdB
- 1988: Kurt Honolka, deutscher Journalist, Musikwissenschaftler und -schriftsteller, Musik- und Theaterkritiker
- 1990: Raschid bin Said Al Maktum, Emir von Dubai
- 1991: Natalia Ginzburg, italienische Schriftstellerin
- 1992: Ed Blackwell, US-amerikanischer Jazzschlagzeuger
- 1993: Hans Liebherr, Schweizer Erfinder und Baumeister, Firmengründer des Baumaschinenkonzerns Liebherr
- 1993ː Agnes de Mille, US-amerikanische Tänzerin und Choreografin

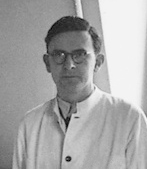
Niels Kaj Jerne († 1994)

- 1994: Niels Kaj Jerne, britischer Mediziner, Nobelpreisträger
- 1995: Gabriele Kröcher-Tiedemann, deutsche Terroristin
- 1996: Viktor Reimann, österreichischer Journalist und Politiker
- 1997: Paul Limberg, deutscher Pflanzenbauwissenschaftler
- 1998: Arnold Jacobs, US-amerikanischer Musiker
- 1998: Andrej Lettrich, slowakischer Regisseur und Drehbuchautor
- 1998: Jozef Malovec, slowakischer Komponist
- 2000: Walter Krupinski, deutscher Jagdflieger und Generalleutnant

### 21. Jahrhundert
- 2001: Christopher Adams, englischer Wrestler und Judoka
- 2001: Hans-Jürgen Augstein, deutscher Politiker, MdB
- 2003: Izzy Asper, kanadischer Jurist, Medienunternehmer und Politiker
- 2003: Arthur Victor Berger, US-amerikanischer Komponist, Musikpädagoge und -kritiker
- 2003: Eleanor Lambert, US-amerikanische Modejournalistin
- 2004: Miki Matsubara, japanische Sängerin, Liedtexterin und Komponistin
- 2006: Francisco Austregésilo de Mesquita Filho, brasilianischer Geistlicher, Bischof von Afogados da Ingazeira
- 2006: Fernando Gasparian, armenisch-brasilianischer Industrieller und Verleger

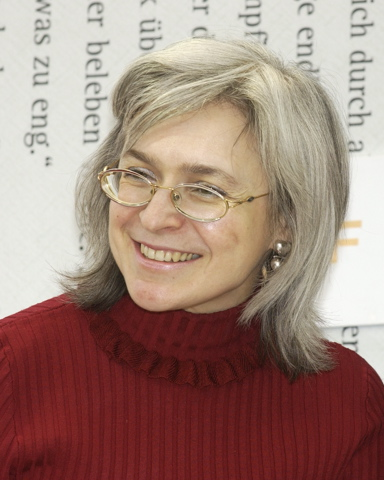
Anna Politkowskaja († 2006)

- 2006: Anna Stepanowna Politkowskaja, russisch-amerikanische Journalistin und Autorin
- 2007: Norick Abe, japanischer Motorradrennfahrer
- 2007: Josef Rut, tschechischer Komponist, Geiger und Musikwissenschaftler
- 2008: George Emil Palade, rumänischer Zellbiologe, Nobelpreisträger
- 2009: Irving Penn, US-amerikanischer Fotograf
- 2009: Shelby Singleton, US-amerikanischer Musikproduzent
- 2011: Ramiz Alia, albanischer Politiker, Staatspräsident
- 2012: Rudolf Karrasch, deutscher Lehrer
- 2012: Klaus Richrath, deutscher Architekt, Stadtplaner und Hochschullehrer
- 2013: Patrice Chéreau, französischer Regisseur
- 2013: Ovadja Josef, israelischer Rabbiner
- 2013: Peter Krüger, deutscher Brigadegeneral der Luftwaffe der Bundeswehr

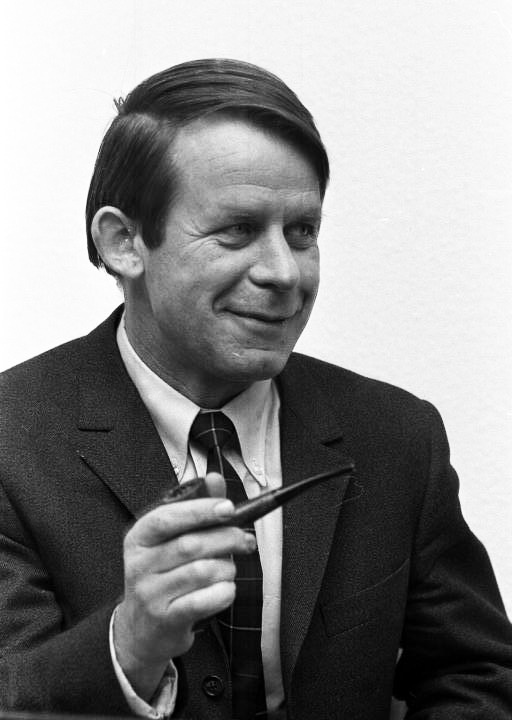
Siegfried Lenz († 2014)

- 2014: Walter Haettenschweiler, Schweizer Typograf
- 2014: Siegfried Lenz, deutscher Schriftsteller
- 2015: Peter Stoll, deutscher Forstmann und Naturschützer
- 2015: Gail Zappa, US-amerikanische Unternehmerin
- 2016: Werner Ehrlicher, deutscher Schauspieler und Synchronsprecher
- 2016: Barbara Kisseler, deutsche Politikerin, Senatorin in Hamburg
- 2017: Kazys Almenas, litauischer Autor, Ingenieur und Physiker
- 2017: Washington SyCip, philippinischer Ökonom
- 2018: Odette Ferreira, portugiesische Mikrobiologin
- 2018: Julia Mai, deutsche Triathletin
- 2019: Ulrike Crespo, deutsche Fotografin, Psychologin und Mäzenin
- 2019: Heinz-Viktor Simon, deutscher Politiker, MdA
- 2020: Mario J. Molina, mexikanischer Chemiker, Nobelpreisträger

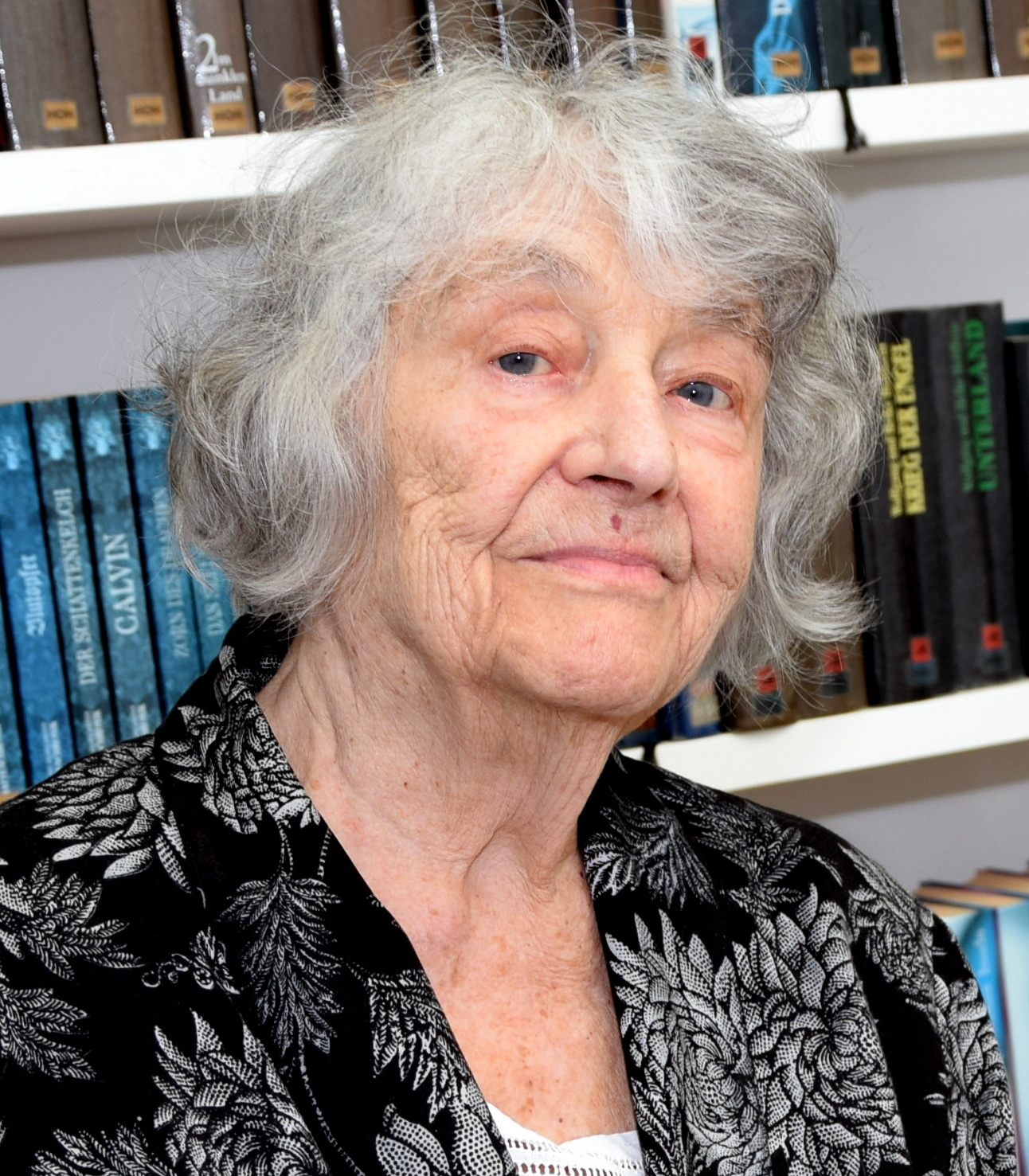
Lida Winiewicz († 2020)

- 2020: Lida Winiewicz, österreichische Schriftstellerin und Übersetzerin
- 2021: Rainer Holzschuh, deutscher Journalist
- 2021: Myriam Sarachik, US-amerikanische Physikerin
- 2022: Toshi Ichiyanagi, japanischer Komponist
- 2022: Bill Nieder, US-amerikanischer Leichtathlet
- 2022: Cheryl Roberts, südafrikanische Tischtennisspielerin
- 2023: Tenjen Lama, nepalesischer Bergsteiger
- 2023: Kurt Mayer, österreichischer Filmproduzent, Filmregisseur und Drehbuchautor
- 2024: Amaury du Closel, französischer Komponist und Orchesterleiter
- 2024ː Cissy Houston, US-amerikanische Gospel- und Soul-Sängerin

## Feier- und Gedenktage
- Kirchliche Gedenktage
  - Henry Melchior Mühlenberg, deutscher Glaubensbote in Nordamerika (evangelisch)
  - Hl. Justina von Padua, römische Jungfrau, Märtyrin und Schutzpatronin (katholisch)
  - Rosenkranzfest (katholisch)

- Namenstage
  - Justine, Markus

- ehemalige Feiertage
  - DDR: Tag der Republik (bis 1989)

Weitere Einträge enthält die Liste von Gedenk- und Aktionstagen.